# ろ号作戦

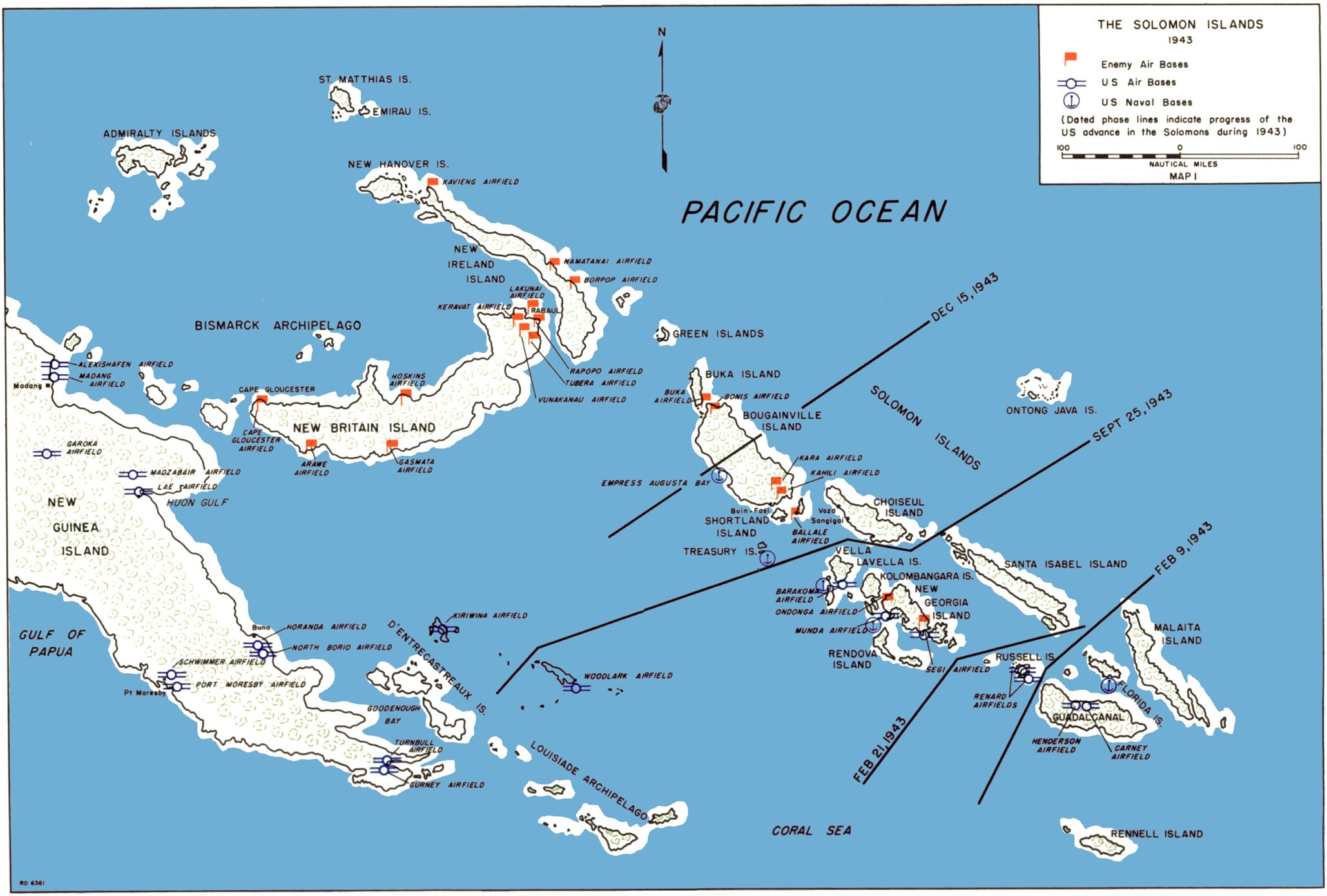
1943年秋の南東方面の状況

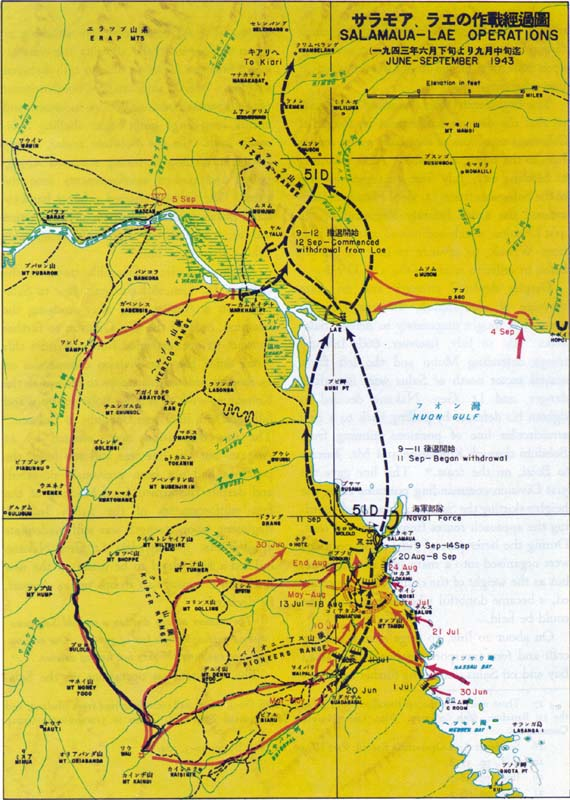
1943年秋のラエ・サラモア周辺の状況

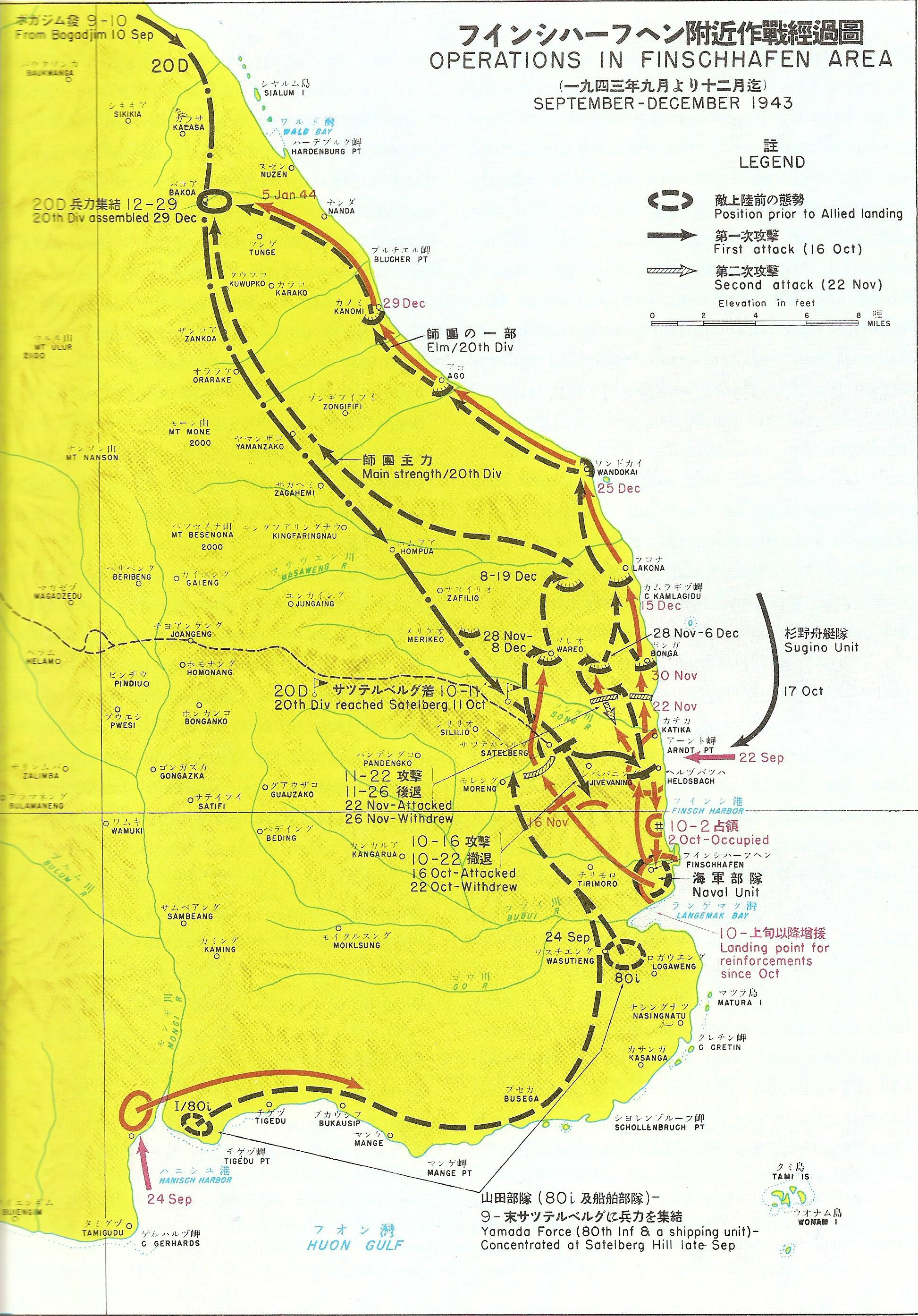
1943年秋のフィンシュハーフェン周辺の状況

ろ号作戦（ろごうさくせん）は、第二次世界大戦中の1943年11月に実施された日本海軍による航空作戦である。
連合軍によるモノ島上陸を発端に始まった戦闘中に発令された。日本軍は基地航空部隊と空母所属の第一航空戦隊をもって、ブーゲンビル島周辺に来襲した連合軍の上陸船団および、それを支援する艦隊に対して攻撃を行った。作戦名は、「い号作戦」に続く作戦という意味（いろは順）で付けられた。連合国は大きな被害もなく上陸作戦に成功し、日本は航空戦力を大きく消耗した。
この作戦中に発生して事後も続いたブーゲンビル島沖航空戦については「ブーゲンビル島沖航空戦」を参照。

## 背景

### 現地の戦況
1943年6月30日の連合軍によるレンドバ島上陸に始まる、中部ソロモンを巡るニュージョージア島の戦いは、9月28日に始まる「セ号作戦」によって、日本の現地部隊はニュージョージア島とコロンバンガラ島から撤退し、10月6日にはベララベラ島からも撤退した。これに先立って7月27日にはイサベル島のレカタ基地も撤収しており、秋には中部ソロモンから日本軍の姿が消えることとなった。
また、日本軍が南東方面の確保すべき要域として戦闘が続いていた東部ニューギニアのラエおよびサラモア地区も、9月4日にラエの東方ホポイに連合軍が上陸、その北方ナサブには空挺部隊が降下した。この結果、ラエの日本軍はサラモアを迂回しワウ付近から北上する連合軍部隊との間で、三方から包囲される体勢となった。これによりラエおよびサラモア地区は急速に事態が悪化、周辺地域から後退しつつラエ付近に集結した日本軍守備隊は、一路サラワケット山脈を越えてフォン半島北部のシオへ転進を決めた（サラワケット越え）。
しかし連合軍の攻勢は止まず、9月22日にはそのフォン半島の先端部北部に位置するアント岬に上陸、その南方の半島先端部の要衝フィンシュハーフェンへと迫った。当時この付近の日本軍部隊は広く分散しており、またフォン半島南部のホポイに上陸した連合軍に対する備えのため、部隊の多くを半島南部に展開していた。連合軍はその日本軍の手薄な、しかもダンピール地区の要衝フィンシュハーフェンの間近である半島先端部の北部に上陸してきたのである。このため日本軍は対応に手間取り、10月4日には早くも連合軍はフィンシュハーフェンの飛行場を占領、これを使用し始めた。その後、マダン方面から陸路送られた第20師団の攻撃が10月16日より開始されたが、同地の奪回はならず、24日にはフィンシュハーフェンの西サテルベルグ高地へ後退した。
ラム河谷では、ラエ・サラモア地区から西進したオーストラリア軍と日本軍との激しい戦闘が続いていた。
10月12日には、キリウイナ島基地から飛び立った米第5空軍所属の大型爆撃機87機、中型爆撃機114機、ビューファイター12機、P-38戦闘機125機、その他合計349機による、連合軍による初のラバウル昼間爆撃があった。こうした状況下、南東方面の10月後半の前線は、東部ニューギニアと西部ニューブリテン島をつなぐダンピール海峡周辺からソロモン諸島のブーゲンビル島、ショートランド諸島の線にまで後退していた。
また、昨年末来積極的な活動の見えなかった米機動部隊は、5月以降に新造空母のエセックス級やインディペンデンス級の増勢などを受けた結果、秋には正規空母6隻・軽空母5隻となり、日本海軍に対してようやく優位な陣容を構えられるようになった。8月31日のベーカー島空襲を皮切りに再び活動を開始、9月1日に南鳥島、同月16日にはギルバート諸島、そして10月にはウェーク島を相次いで空襲、大本営は「敵機動部隊による本土空襲のおそれあり」と警報を発した。このため連合艦隊はこれを迎え撃つため「連合艦隊Z作戦要領」に従い、トラックから第二艦隊、第三艦隊を中心とする機動部隊が出撃することとなった。

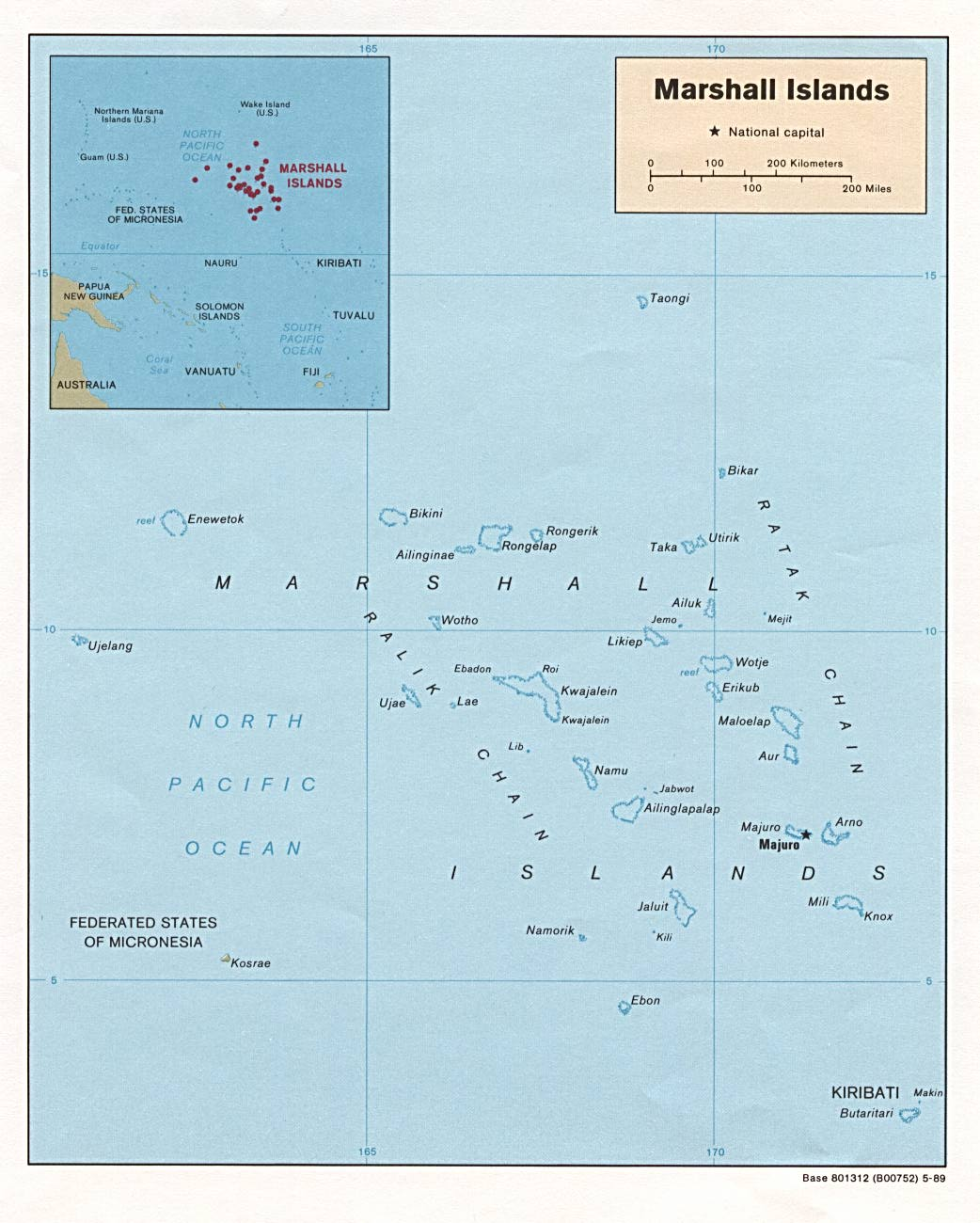
マーシャル諸島

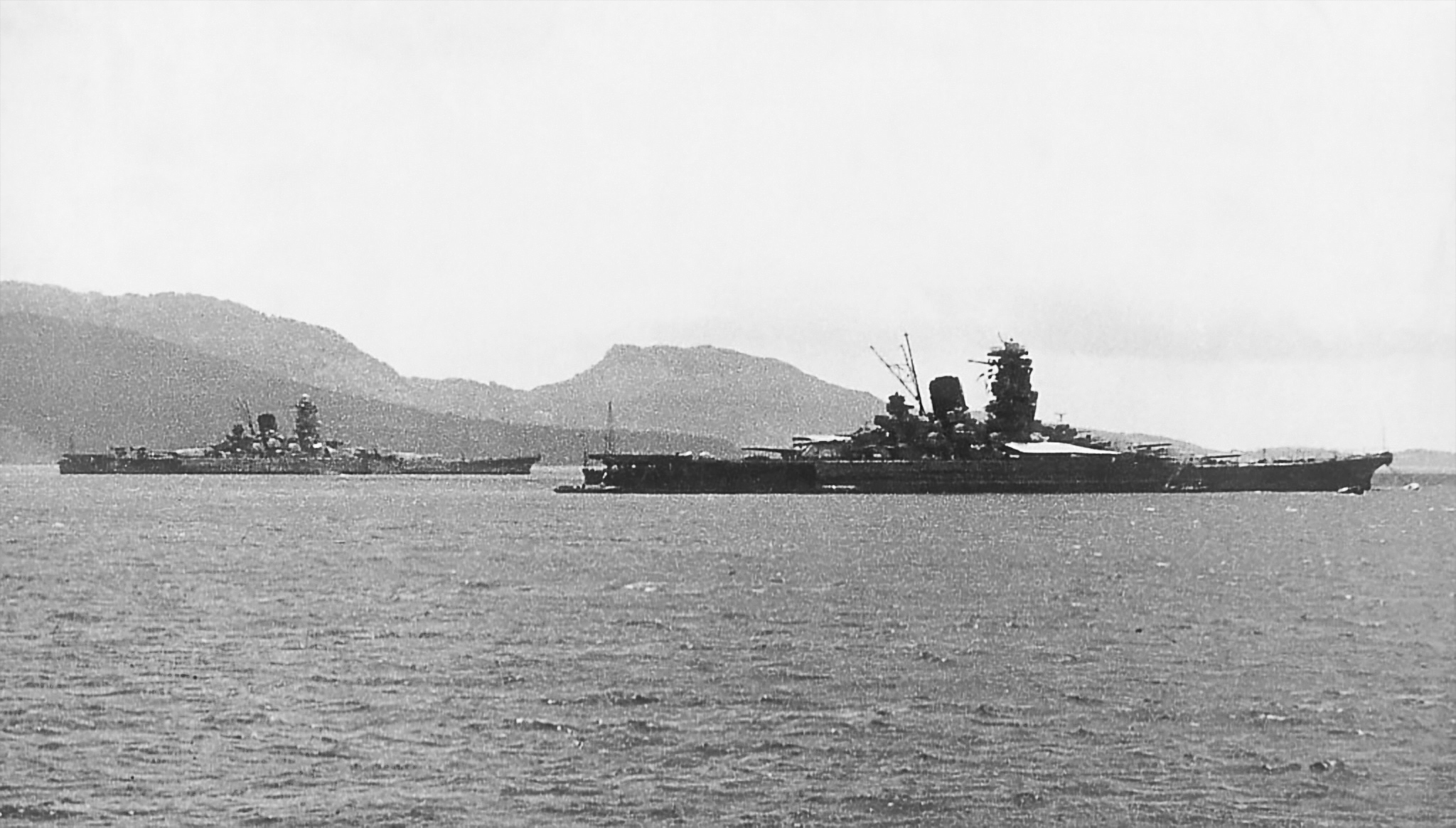
トラックに停泊中の大和と武蔵、1943年

1943年の9月初め、連合艦隊は内地で米軍の無線の傍受を行っていた通信隊から、米軍の無線通信の増加や電文中に見慣れぬ艦名の符号が現れたことから、近く何かの作戦を起こす可能が高いとの報告を受けていた。9月18日、第二艦隊（重巡洋艦部隊及び第二水雷戦隊）、第三艦隊（空母翔鶴、瑞鶴と戦艦金剛、榛名からなる機動部隊、瑞鳳はトラックにて待機）は訓練も兼ねてトラックを出撃、マーシャル諸島沖へ向かった。直後にレキシントン、プリンストン、ベロー・ウッドの三隻の空母からなるアメリカ海軍の機動部隊がギルバート諸島を空襲した。第二、第三艦隊はそのままマーシャル諸島のブラウン環礁（別名エニウェトク環礁）へ到着、9月21日に空母瑞鳳と駆逐艦野分、舞風と合流し決戦に備えたが、アメリカ海軍の機動部隊はそのまま真珠湾へ帰ってしまったため、25日にトラックへ帰還した。
10月6日、米機動部隊はウェーク島を空襲した。これに対し連合艦隊は、9月1日の南鳥島空襲、19日のギルバート諸島の空襲と同様に攻略の意図のない一過性のものでありまた、この空襲は南東方面への新攻勢に関連した陽動作戦と判断し、むしろダンピール地区への警戒を命令し、七〇二空陸攻18機をマーシャル方面へ送ることを命令した以外は事態を静観する体勢であった。しかし翌7日も同島は空襲を受けたため、連合艦隊は事態の容易ならぬことを知り、Z作戦中の「丙作戦第一法警戒」（ウェーク島方面敵来攻時のZ作戦）を発令し、トラック在泊の艦隊に出撃準備を命じた。しかし翌8日の敵情判断により攻略の意図なしと判断、警報を解除し艦隊の出撃準備も取りやめ、七〇二空の陸攻もラバウルに帰投した。
しかし、米機動部隊のその後の動静は不明であり、そんな中軍令部は諸情報を総合的に判断した結果、中部太平洋方面または本州方面に敵機動部隊来攻の兆しありと判断し、10月14日各部に警戒を指示、本土で練成中であった第一航空艦隊を連合艦隊の指揮下に入れた。だが連合艦隊では燃料事情の逼迫のため、艦隊の出撃に対し慎重になっており、通信情報などから敵艦船の活発な移動は米西岸～ハワイ間のものであり、機動部隊来襲の算は少ないと判断していた。そのためZ作戦は発令せず、念のため本土方面来襲の措置をとるに留め、この結果角田覚治中将率いる第一航空艦隊司令部は15日朝に練成先の鹿屋を出発、同日中に霞ヶ浦に進出した。
しかし16日になり、軍令部は再び機動部隊の来襲に対する警報を発した。連合艦隊では敵機動部隊来襲に対しては上記の判断に立っていたが、この再度の警報に接し、中央のこの判断は連合艦隊の入手するもの以外の、新たな情報源に基づいた判断ではないかと考え、同日「丙作戦第五法」（ウェーク島、マーシャル諸島に敵が同時に来攻する場合のZ作戦）を発令した。17日、第二艦隊、第三艦隊、及び第一戦隊、第二戦隊（この二つの戦隊は戦艦大和、武蔵、長門、扶桑からなる戦艦部隊）よりなる決戦部隊がトラックを出発、19日ブラウン環礁に入泊した。
同日、真珠湾へ偵察に向かった潜水艦艦載機は米空母が六隻とも真珠湾に停泊中と報告、22日夕方になり軍令部は敵機動部隊来襲のおそれなしと判断、警戒措置を解除した。一方、連合艦隊は23日ブラウンを発進、24日ウェーク島南西200浬にて索敵したが敵情を得ず、25日に戦艦部隊を目標とする航空戦訓練や艦艇による射撃訓練などを実施、26日「丙作戦第五法」を解除し、トラックに帰投した。この結果、艦隊用の燃料を大量に消費し、以後の作戦に支障を来す事態となってしまった。
中澤佑軍令部第一部長による業務日誌の10月28日記事には、連合艦隊の燃料事情についての以下のような記事がある。
- GF（連合艦隊）燃料　GF五万トン消費セリ
- 3F（第三艦隊）　2Sd（第二水雷戦隊）　10月末出動可能。
- 3F+2F（第二艦隊）　　　　　　　　　　 　　11月初旬出動可能。
- 3F+2F+1S（第一戦隊）　　　　　　　　 　 11月10日出動可能。
- 全力　　　　　　　　　　　　　　　　　　　　 11月中旬以後。

トラック基地に備蓄されている燃料は内地からもたらされていた関係上、その航路上でタンカーが潜水艦の攻撃を受けるとトラック基地の燃料事情が即悪化するような状況になっており、1943年の夏頃から米潜水艦の活動が活発化、10月中だけでタンカーの喪失大破は4隻、4万数トンに及び、艦隊に随伴できる給油艦もなく燃料補給にも事欠くような状況だった。こうした状況下で連合艦隊は10月27日、連合軍のモノ島上陸の報に接することになった。

### 日本軍の情勢
この頃、主に船舶問題の観点から太平洋における戦域の全般的な見直しが図られ、その結果いわゆる「絶対国防圏」と呼ばれるものが設定され、それに合わせて新たな戦争指導要綱が策定された。これは、従来の攻勢的な指導から長期持久体制の確立を謳った第三段作戦方針からさらに踏み込んで、南東地域のラバウルや北部ソロモン諸島、東部ニューギニア地域を絶対国防圏の外郭とし、この地域は主に現有戦力をもって敵の撃破に努め、明年春以降の後方要域の完成まで可能な限り持久戦闘を続けるというものであった。
この構想は、ヨーロッパ情勢（イタリアの枢軸よりの脱落、ドイツ軍の敗勢）や相次ぐ消耗からの船舶不足に起因する、政府（陸軍省）側からの意向が強く反映されたもので、作戦指導的立場ではなくどちらかと言えば戦争指導的な立場から発案されたものだった。しかしながらこの構想は前線と後方要域という、「陣地」を重視する陸上作戦的な思想の元に策定されたものであり、機動部隊をもって自在に攻撃目標を捉え、前線において可能な限り敵の攻撃を食い止めている間に好機あらば決戦を挑もうとする海軍の思想とは相反するものであった。そのため決戦兵力を擁する連合艦隊ではこの構想に疑問をおぼえ、むしろ陸軍側の消極的な構想に批判的な立場をとった。
また後方要域の強化も、必要となる船舶や兵力の抽出は容易なことではなかった。新たな前線として設定された小スンダ列島には第19軍が、西部ニューギニアは第2軍の担当地域とされはしたが、当面連合軍を迎え撃つ地域である西部ニューギニアへ投入される部隊は11月に到着予定の第36師団のみで、後続の第3師団の到着は翌年4月までかかる状況であった。その一方で、参謀本部は小スンダ列島のフローレス島には先に第46師団の投入を10月に決めており、強化すべき地域の順序が逆ではないかと第19軍の稲田正純から批判されている。また、確保すべき前線拠点としてホーランディアが参謀本部より指示されたが、第2軍および第19軍を統括する第2方面軍側は、連合軍の進撃速度から鑑みてホーランディアでは第36師団の進出は間に合わないと訴えたが、ホーランディア確保の必要論から参謀本部は考えを変えず、結局11月に歩兵1個連隊をホーランディアに揚陸することとなった。
この構想が発令された9月下旬は、連合軍がダンピール海峡の要衝フィンシュハーフェン近郊に上陸した時期であり、後方要域の強化に取り掛かかる前に早くもその外郭が崩れさろうとしていた。当時参謀本部第六課（米英情報担当）の参謀であった堀栄三によれば、ニューギニアへ現地視察へ赴いた際、第四航空軍司令官寺本熊市から、「大本営作戦課はこの九月、絶対国防圏と言う一つの線を、千島－マリアナ諸島－ニューギニア西部に引いて絶対にこれを守ると言いだした。一体これは線なのか点なのか？（中略）要するに制空権がなければ、みんな点（孤島）になってしまって、線ではない。（中略）大きな島でも、増援、補給が途絶えたたら、その島に兵隊がいるというだけで、太平洋の広い面積からすると点にさせられてしまう（後略）」という批判を聞いたという。また当時軍令部戦争指導班長だった大井篤も「誰の目にも明らかなように、作戦の鍵は航空戦力であると見られていた。いまラバウル、ソロモンの前線でさんざん敵に圧迫されて苦戦している重大原因も、こちらの航空戦力が足りないからであった。そしてマリアナ、カロリンの線に後退してみたところで、航空戦力が不足ではそこでも敵を食いとめる見込みがない。この新しい防御戦を「絶対国防圏」と名前だけえらそうにつけてみたところで、絵にかいた虎の役にもたたないだろう。」と回想している。
現地の主力であった第一基地航空部隊は、9月22日の連合軍フィンシュハーフェン上陸や9月25日に始まるセ号作戦支援のため、乏しい戦力を東部ニューギニア、中部ソロモンとやりくりを続けていたが、10月12日の「セ号作戦」終了を期に、一ヶ月程度を目処として東部ニューギニア方面の連合軍補給遮断作戦である「ホ号作戦」を開始した。この間主にフィンシュハーフェン周辺の連合軍拠点を攻撃、15日には陸軍の総攻撃に呼応してフィンシュハーフェン周辺の連敵陣地や物資集積所を陸攻で夜間爆撃を実施した。この頃の南東方面艦隊は連合軍のフィンシュハーフェン占領以降、急迫するダンピール海峡方面の連合軍の動静に注目しており、同海峡地区の確保を目指す南東方面艦隊は、フィンシュハーフェンの対岸に位置する西部ニューブリテン島に対する敵の上陸を非常に懸念していた。このような状況下、10月1日～10月12日までの間に連合艦隊および南東方面の各海軍部隊から各所に以下のように繰り返し警報が発せられている。
- 10月1日　 南東方面部隊から
- 10月6日　 連合艦隊から（この日ウェーク島に米機動部隊の空襲があった）
- 同日　　　ビスマルク諸島方面防備部隊[注釈 5]から（ニューブリテン島西岸付近に敵新企図の兆候）
- 10月11日　南東方面部隊から（ニューギニア方面の敵艦船増加）
- 10月12日　南東方面部隊から（ラバウルに初の戦爆連合昼間空襲）
- 同日　　　ビスマルク諸島方面防備部隊から（同上の理由により）

その後、20日には連合軍ダンピール岬に上陸という現地人の情報を得た南東方面艦隊は、23日以後28日まで4回の予定で同地の防衛強化のための輸送隊を送ることとし、基地航空部隊に上空警戒を実施させた。しかし25日になり、ブインに司令部を置く第八艦隊司令長官の鮫島具重は「敵上陸の算大ナリ、第一警戒配備トナセ」と指令した。これは捕虜の証言によりこの日ブーゲンビル島に上陸の計画があるとの情報があったためと推定される。しかし当時南東方面艦隊はダンピール海峡、西部ニューブリテン方面を重視しており、またソロモン方面に振り向ける戦力もなく、10月25日、26日とも通常の哨戒を実施するのみで、26日も航空哨戒も見張り所からも特に報告はなく、同日にソロモン方面防備部隊指揮官は第一警戒配備を解除してしまった。
10月27日午前1時25分、ショートランドおよびモノ島方面の哨戒に向かった九三八空の水偵のうち1機がモノ島付近に駆逐艦5隻を発見、その後同島西方沖に停止したのを確認しブーゲンビル島南方を哨戒したあと帰着した。九三八空は4時15分に「敵水上部隊13隻見ユ…モノ島に向フ」と打電した。その後モノ島守備隊から「〇三四〇　敵上陸開始、我交戦中」との報告が届き、ブインの第八艦隊司令部は6時29分「敵大部隊、モノ島に上陸開始セリ」と各部に打電した
10月27日時点での第十一航空艦隊の航空機保有数は以下の通りであった。
|        | 戦闘機 | 九九式艦上爆撃機 | 彗星 | 艦上攻撃機 | 陸上攻撃機 | 偵察機 |
| ------ | ------ | ---------------- | ---- | ---------- | ---------- | ------ |
| 保有機 | 128機  | 17機             | 5機  | 15機       | 75機       | 1機    |
| 実働機 | 72機   | 10機             | 1機  | 14機       | 36機       | 0機    |

この内、艦攻と陸攻は主に哨戒任務や夜間攻撃任務に従事していたため、南東方面において昼間攻撃に使用できる戦力はこのときわずか83機に過ぎなかった。ラバウルの基地航空部隊はこの様な緊迫した情勢の中、27日の連合軍のモノ島上陸を迎えた。

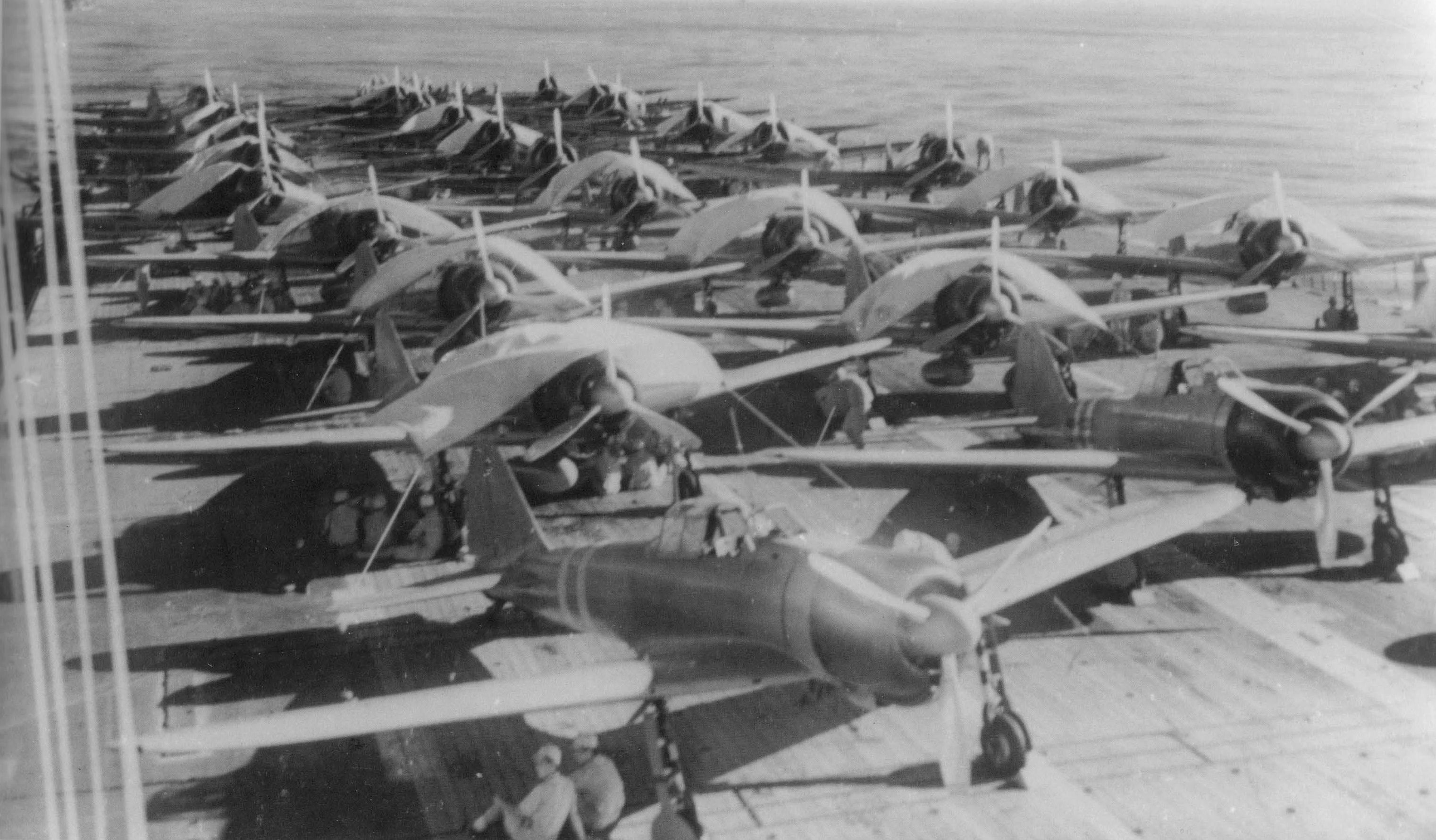
発艦を待つ瑞鶴飛行機隊、1942年

現地の基地航空部隊の他に、日本海軍の決勝戦力と位置づけられていた第一航空戦隊（一航戦）も作戦に投入されている。一航戦の陸上基地投入がその俎上に上がったのは、2月の八一号作戦の計画時に始まる。この計画時において輸送船団の上空警戒に多大な不安を抱えていた陸軍参謀本部は海軍軍令部へ、母艦飛行機隊の全力投入を要請した。軍令部もその必要性は認めたものの、第三艦隊の反対などもあり、結局瑞鳳零戦隊のみで十分と判断し全力援護は実施しなかった。結果的に八一号作戦は失敗に終わり、陸軍側は海軍の作戦協力に関して相当な不満を抱えることとなった。
6月30日、連合軍はソロモン諸島のレンドバ島に上陸、やがて始まったニュージョージア島の戦いに関する7月9日に行われた陸海軍部間の作戦指導方針の打ち合わせの中で、陸海軍双方から母艦飛行機隊の陸上基地投入が提案されたが、すでに第二航空戦隊をソロモン方面へ投入している連合艦隊側はこれを拒否した。その後現地守備隊である南東支隊からニュージョージア島からの撤退が表明された8月5日、同地確保を目指す南東方面艦隊、第八艦隊から兵力増強が中央へ意見され、連合艦隊側からも母艦飛行機隊の投入を含む兵力増強による中部ソロモン方面の態勢挽回の意向が伝えられた。軍令部もこれを受けて翌7日に参謀本部と協議を重ねたが、一航戦投入の条件として海軍側が提示した陸軍一個連隊の増援は見込めず、陸軍側もニュージョージア島の奪回に懐疑的な姿勢を崩さなかったため、結局この提案は実現を見ず、13日に中部ソロモンからの撤退が決まった。
この一件以降、連合艦隊は一貫して一航戦投入に対して反対を表明をしており、8月28日、南東方面艦隊からの増援要請を拒絶、9月22日、連合軍がダンピール海峡西岸地区のアント岬に上陸した際も大本営で一航戦投入が検討されたが、軍令部側から提案された、一航戦の南東方面投入後の措置として南西方面への陸軍航空隊の増強に対し、参謀本部側が難色を示したため、結局一航戦の南東方面投入は沙汰止みとなった。さらに9月26日、「セ号作戦」中手薄となるニューギニア方面の支援を南東方面艦隊が要請した際も連合艦隊は再び拒絶している。さらに同日、トラックを訪れた軍令部第一部長中澤祐と綾部橘樹参謀本部第一部長からの直接の要請に対しても連合艦隊は拒絶し、却って陸軍航空戦力の増加を要請されている。また、10月1日に東部ニューギニアのフォン半島北部のシオに敵上陸の報告があり、急遽その事態に対応するため陸海軍部の主務者間で作戦研究が行われたが、これは誤報であった。
この場で陸軍部からニューギニア方面への一航戦投入が強く要求されたが、この時は軍令部側も連合艦隊の意向を受けてこの要求を拒絶、翌日参謀部次長から軍令部次長に再度要求が出されたがやはり拒否の姿勢を貫いている。これら母艦飛行機隊の投入要請の根拠となったものは、3月に締結された陸海軍中央協定の「状況に依り好機母艦飛行機を転用増強することあり」とした一文によるものだったが、こういった要請に対し連合艦隊は基本的に拒否の姿勢を示しており、9月以降は米海軍機動部隊の策動に対し中部太平洋での決戦近しと考えていたため、各方面からの増援要請をことごとく拒絶している。また、当初は一航戦の陸上基地投入に前向きであった軍令部側も、中部太平洋での決戦生起の可能性が高まった10月以降は一貫してこの要請を拒んでいる。

### 連合軍の上陸計画

爆撃され煙をあげる南鳥島

1943年1月のカサブランカ会談後、米軍は中部太平洋の攻略を決定、その準備として7月にはエリス諸島に爆撃機用の飛行場を、9月初めにはベーカー島に戦闘機用の飛行場の建設に取り掛かった。この頃真珠湾には新型の正規空母4隻（エセックス、ヨークタウン、レキシントン、バンカーヒル）、軽空母5隻（インディペンデンス、プリンストン、ベロー・ウッド、カウペンス、モンテレー）などが到着、サラトガなどと合同し、強力な機動部隊を複数編成していた。これらの機動部隊は9月1日のエセックス、ヨークタウン、インディペンデンスによる南鳥島の空襲を手始めとして、同月19日にはレキシントン、プリンストン、ベロー・ウッドがギルバート諸島を空襲した。これはエリス諸島に対する空襲の脅威を取り除くことが主な目的であったが、同時に新たに編成された機動部隊の乗組員と搭乗員に実戦経験を積ませることも目的の一つであった。これらの目的は首尾よく果たされたが、それに加え攻略が予定されているマキン、タラワ両島の詳細な写真撮影に成功したことも大きな成果であった。その後10月には空母エセックス、ヨークタウン、レキシントン、インディペンデンス、ベロー・ウッド、カウペンスの計6隻からなる第14任務部隊がウェーク島に空襲を加え、中部太平洋の日本軍の航空戦力はさらに打撃を受けた。その間、連合艦隊は9月と10月に二度機動部隊を出撃させたが、これを補足することができなかった。

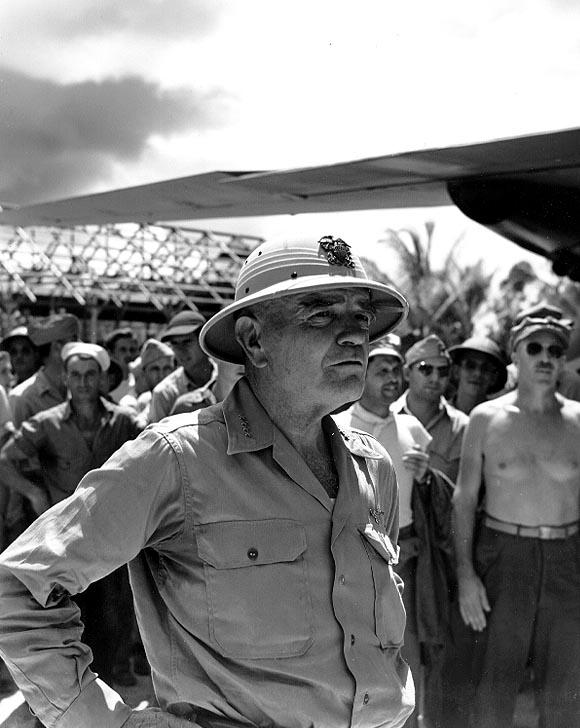
ウィリアム・F・ハルゼー、1944年

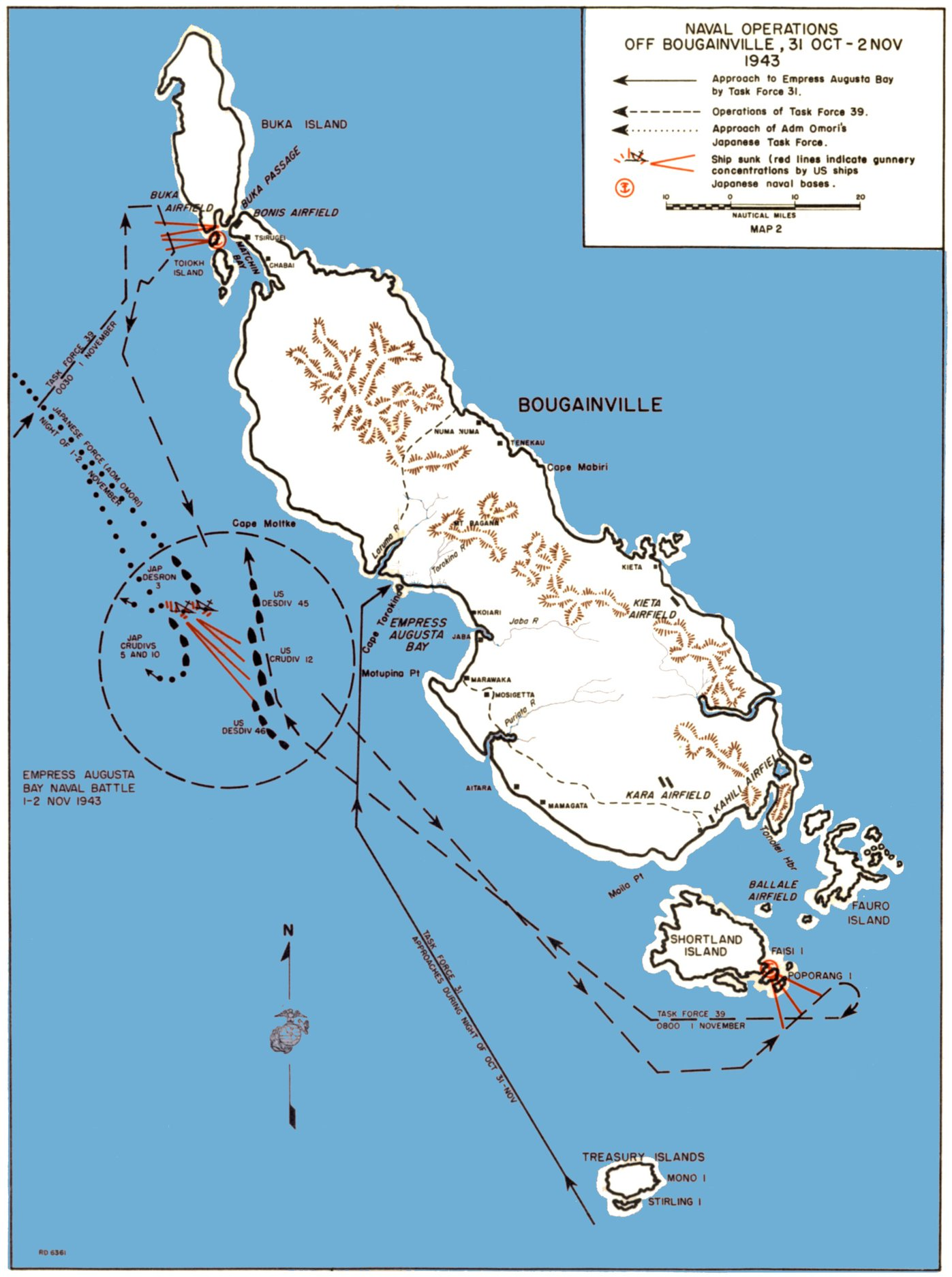
連合軍のブーゲンビル進攻

1943年8月、連合軍統合参謀本部は太平洋方面の各作戦を発表した。マッカーサーとハルゼーに、ニューギニアとソロモンからラバウルに対する二方向進撃の続行を指示、さらにラバウルについては「ラバウルは占領するよりもむしろ無力化するべきである」とされた。ラバウル周辺の拠点を奪取し、ここからラバウルに航空機による連続攻撃を加えればラバウルを孤立化できると考えたのである。
そこで当初ハルゼーはブーゲンビル島のブインを攻略するための準備として、その付近のショートランド諸島とチョイセル島の占領を考えていたが、中部ソロモンを巡る攻防戦の教訓から、いたずらに時間と兵力を消耗してブインを攻略するよりもむしろ、このブーゲンビル島南端に位置する日本軍拠点を迂回することを考えたのである。さらにこれらの地域を迂回すると同時に、ラバウル攻撃のためブーゲンビル島に航空基地の建設が可能な要地を絞込み、北東部沿岸のキエタと、南西部沿岸のタロキナが選ばれた。
キエタは良好な港湾を持ち小型の飛行場も存在していたが、キエタ攻略のためにはチョイセル島を確保しなければならなかった。また、この両島を攻略するにはいずれも連合軍拠点のベララベラ島、ガダルカナル島からソロモン諸島外海を遠く回り込まなければならなかった。
タロキナは上陸のための接岸ができる場所もわずかであり、しかもまもなく来るモンスーンシーズンの影響で風雨にさらされる地域でもあった。しかしながらタロキナは上陸船団の発進地点から近く、ソロモン諸島の内海から進行できるメリットがあった。またこの地域は日本軍の守備も手薄であり、いったん確保されれば反撃の準備を整えるまでには数週間かかるほど周囲とは隔絶された地形であった。また、タロキナ攻略準備のための確保すべき地域であったトレジャリー諸島（モノ島およびスターリング島などから構成される）は、チョイセル島よりも確保は容易であった。
さらにその後の現地調査の結果、タロキナの沿岸部は沼地であったが、その奥に飛行場に適した地形があることもわかった。この結果、ハルゼーは9月22日にトレジャリー諸島の占領を決めた。10月27日の夜明け頃、ニュージーランド軍の一個旅団（6300名）が駆逐艦と航空機による支援の元、トレジャリー諸島のブランチ港両岸より上陸を開始したのである。

## 計画

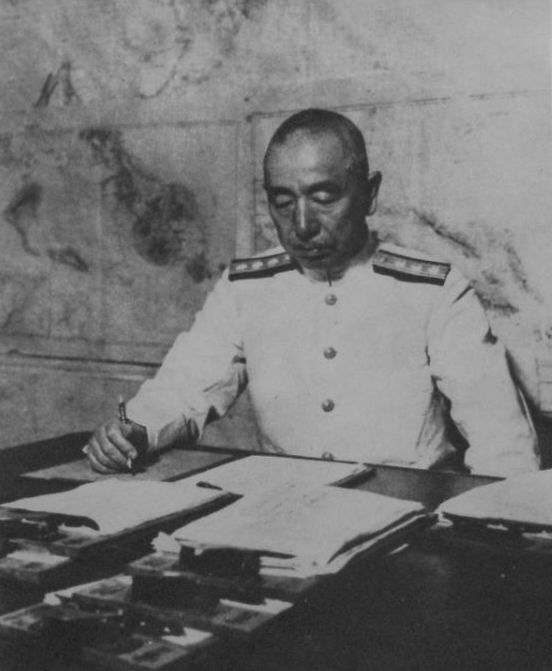
古賀峯一

ろ号作戦の計画立案の理由については、計画者である連合艦隊司令長官の古賀峯一大将が戦中に殉職したため、戦史叢書では関係者の聞き取り調査から次のように推測している。
- 連合艦隊では10月12日のラバウル空襲以来のラバウル周辺地域の情勢急変に対応するため、一時南東方面へ一航戦投入するのもやむを得ないと考えていた。
- 基地航空隊の戦力低下による彼我の航空戦力の懸隔が日に日に大きくなっていること、連合軍のモノ島上陸によって当面連合軍の反攻は南東方面であり、マーシャル、ギルバート方面への侵攻は年末頃と判断していたこと。
- 上記の燃料事情に鑑み、艦隊がしばらく稼働できないままいたずらに戦局を傍観するより、陸上基地に一航戦を投入することで南東方面の戦局に寄与すべきと考えたこと。

さらに、第三艦隊関係者には作戦について事前に知らされていなかったことから、10月中旬頃より連合艦隊内部で構想していたものが、27日の連合軍モノ島上陸の報によりその計画が具体化したのではないか、と結論づけている。作戦目的としては以下の三点をあげている。
- ダンピール方面の敵進攻の一時阻止と防衛体制強化の時間を稼ぐ。
- そのための敵航空兵力、海上兵力の攻撃。
- 上記の成果により、ラバウルを中心とする南東方面の持久を1日でも延ばす。

ろ号作戦の当初の攻撃目標は、主にニューギニア方面の連合軍であり、ブーゲンビル島に来襲した連合軍上陸部隊とそれを支援する機動部隊を目標とするものではなかったという見方もあり、その理由として戦史叢書では以下を挙げている。
- 横空戦訓調査委員会刊行の「大東亜戦争戦訓（航空の部）第十三篇」に「『ろ』号作戦（ニューギニア方面輸送遮断作戦）」という見出しがあること。
- 基地航空部隊である二十五航戦の戦闘詳報にある主要任務の中に「ニューギニア東部方面に対する航空撃滅戦、艦船攻撃（一航戦と共同）」と明示されていること。
- 陸軍第四航空軍の金子参謀が10月31日、ラバウルで十一航艦からろ号作戦について「ブナ敵艦船を主目標とする」と説明されていたこと。

第三艦隊の先任参謀長長井純隆および通信参謀中島親孝の戦後の証言によれば、計画当初はニューギニア方面重視であったという。こうした経緯がありながらも、11月3日の連合軍タロキナ上陸により、その目標がニューギニア方面からブーゲンビル島周辺の連合軍攻略部隊に向けられたために、「ろ号作戦」の本来の目的がわかりづらいものになってしまったという意見もある。

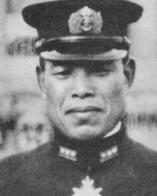
伊藤整一

10月5日、軍令部と連合艦隊との間で作戦に関する打ち合わせが行われ、連合軍タロキナ上陸による攻撃目標の変更や一航戦投入後のZ作戦要領および作戦後の一航戦の再建などについて意見が交換された。ここで軍令部次長の伊藤整一は「連合軍の主攻撃はソロモンであり、ウェーク島に来る算は少ない」と軍令部の現状認識を示した。また作戦期間について、当初連合艦隊は10日間程度と考えていたのに対し伊藤は15日間と発言、一度母艦飛行機隊を注入した以上はしっかりやってほしいと伝えている。
連合艦隊はZ作戦実施を視野に入れる関係上作戦後の飛行機隊の損耗について非常に懸念しており、搭乗員の損失は三分の一に抑え、残りの三分の二で再建すると、作戦後の見通しについて述べた。これに関して伊藤は「機材は全て潰しても搭乗員が半分も残れば3ヶ月で再建できると考えている、三分の二を失ったとしても仕方ない」と告げ、連合艦隊に対し作戦目的を達成を第一とし、後顧の憂いのないように思い切ってやってもかまわないと古賀に伝えている。また、一航戦投入後のZ作戦実施についての不安を口にした伊藤に対し、「一航戦が二分の一でも帰ったらそれで何とか実施する。二航戦も発艦さえできたら使う考えである。マーシャル、ギルバートの将兵は連合艦隊のために礎石になるのだという気持ちでいる。Z作戦はできないなどと考えずに事後の航空部隊の再建準備を頼む」と発言している。
10月28日、連合艦隊司令部はついに第一航空戦隊飛行機隊を陸上基地に投入することを決意、「ろ号作戦」を発令した。福留繁は軍令部第一部長の中澤祐に対し、連合艦隊参謀長名をもって、第一航空戦隊を南東方面の戦力増強のため一時期投入する旨を連絡した

## 経過

### 事前行動
日本海軍の基地航空部隊は10月27日の11時30分、零戦40機、九九式艦爆6機、彗星艦爆2機をもってモノ島周辺の艦船群を攻撃、零戦1機、九九式艦爆2機、彗星艦爆1機が未帰還となり、駆逐艦1隻に命中弾を与え、この艦は味方に曳航されて退避した。南東方面艦隊司令部ではこの日、航空戦隊指揮官などを集め、今後の航空作戦に関して研究を実施した。その中で、モノ島奪回の計画は陸軍（第十七軍）にも海軍（第八艦隊）にもなく、同島の奪回を断念するとの結論に達した。この時点で日本軍側は連合軍モノ島上陸が何を意味するのか、その意図をつかみ兼ねており、当分航空作戦はニューギニア方面を重視するとし、空襲の激しいブインに航空兵力はおかず、ブカ等で作戦するとした。しかしながらソロモンの情勢は予断を許さないものであり、十一航艦参謀長中原義正は連合艦隊司令部に対し昼間実働兵力84機である旨を通報し航空兵力の増援を要請した。

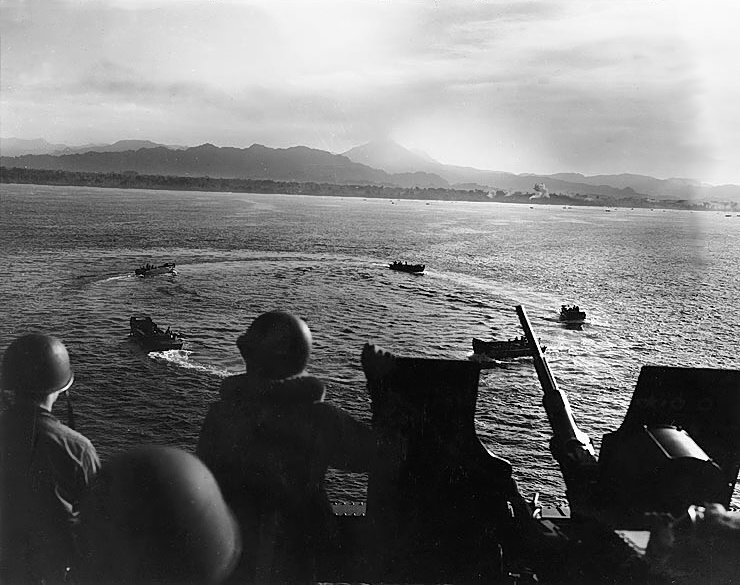
タロキナへの上陸命令を待つ上陸用舟艇

10月31日朝、ラバウルを発進した陸偵がニュージョージア島東方沖を北上する連合軍の輸送船団を発見、その後8時55分この輸送船団の兵力を「巡洋艦3隻、駆逐艦10隻、大型輸送船12隻、特運送船大型11隻、中型輸送船10隻」と報じた。その後夕方から夜半にかけて陸攻、艦攻、水偵による攻撃が企図されたが、結局いずれも有効な打撃を与えることはできなかった。
翌朝5時26分、アメリカ第三海兵師団がタロキナに上陸を開始、同じ頃ムッピナ岬の日本海軍の見張り所からも敵上陸の第一報が発信された。第一基地航空部隊はこの上陸船団に対して、零戦、九九式艦爆、彗星艦爆などで5時40分と11時45分の二度にわたって攻撃を実施したが、それぞれ16機、34機のムンダおよびベララベラ島から飛来した連合軍戦闘機の妨害もあって有効な被害を与えることはできず零戦15機、九九式艦爆5機が未帰還となった。これらの「ソロモン航空部隊」の戦闘機は駆逐艦コンウェイの戦闘機指揮管制チーム（Fighter-Directer Team）によって電波誘導され的確に日本軍機を迎撃することができたのである。この日連合軍の上陸船団は、暗礁に乗り上げるトラブルや二度の空襲で4時間ほど揚陸作業が中断したにもかかわらず、15時30分までには全12隻の輸送船の内8隻が揚陸を完了（およそ14000人の兵士と6200トンの物資）した。16時にいったん出港したものの、残りの4隻の積荷に重要物資が積載されていたため、夜襲の危険を承知で本隊より分派され反転、その後支援部隊のメリル隊が大森仙太郎少将率いる連合襲撃部隊を撃退した後（ブーゲンビル島沖海戦）、改めてタロキナへの揚陸を再開した。4隻の輸送船は翌日の午後ようやく揚陸を終え、先に南下していた本隊と合流した。
第三艦隊司令部はこの日ラバウルに進出、空母艦載機も1日～3日にかけてラバウル、カビエンに進出した。進出機の内訳は以下のようであったと推測される。
|      | 零式艦上戦闘機 | 九九式艦上爆撃機 | 九七式艦上攻撃機 | 二式艦上偵察機 |
| ---- | -------------- | ---------------- | ---------------- | -------------- |
| 翔鶴 | 32機           | 23機             | 16機             | 3機            |
| 瑞鶴 | 32機           | 22機             | 16機             | 3機            |
| 瑞鳳 | 18機           |                  | 8機              |                |
| 計   | 82機           | 45機             | 40機             | 6機            |

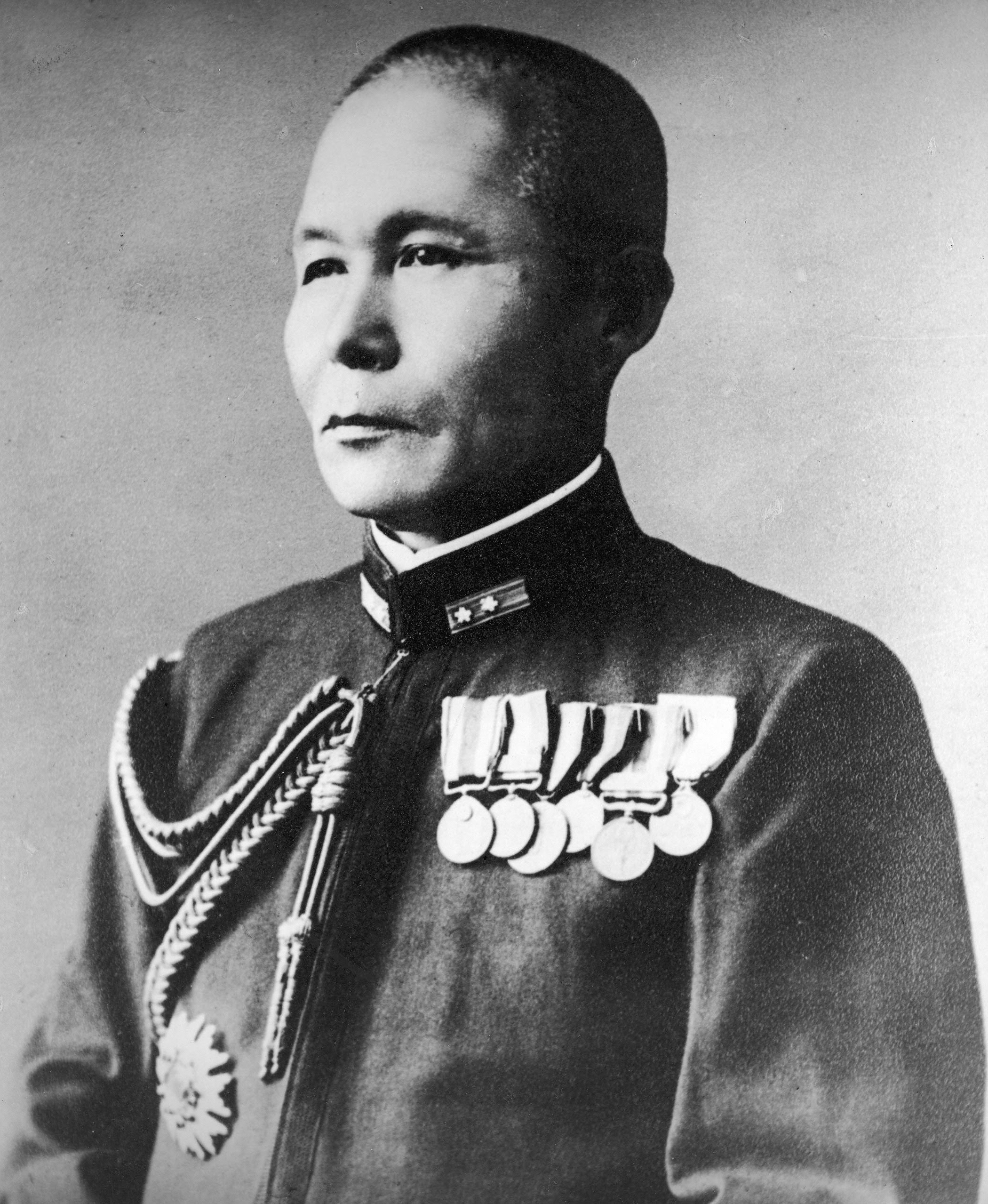
小沢治三郎

これら総計173機の艦載航空隊は、艦戦と艦偵がラクナイ（ラバウル東）基地、艦爆がブナカナウ（ラバウル西）基地、艦攻はカビエン基地に分かれて展開した。第一航空戦隊は「機動航空部隊」として2日から戦闘に参加することとし、基地航空部隊と「第一時連合攻撃隊」を編成、翌朝タロキナ沖の輸送船団の攻撃を行うこととした。部隊の指揮は、第三艦隊の指令長官である小沢治三郎と南東方面艦隊司令長官である草鹿任一との間で、この方面の状況に明るい草鹿の調整の基に作戦を行うよう両司令部間で協議された。

### 11月2日　第一次連合攻撃（ムッピナ沖敵輸送船団攻撃）

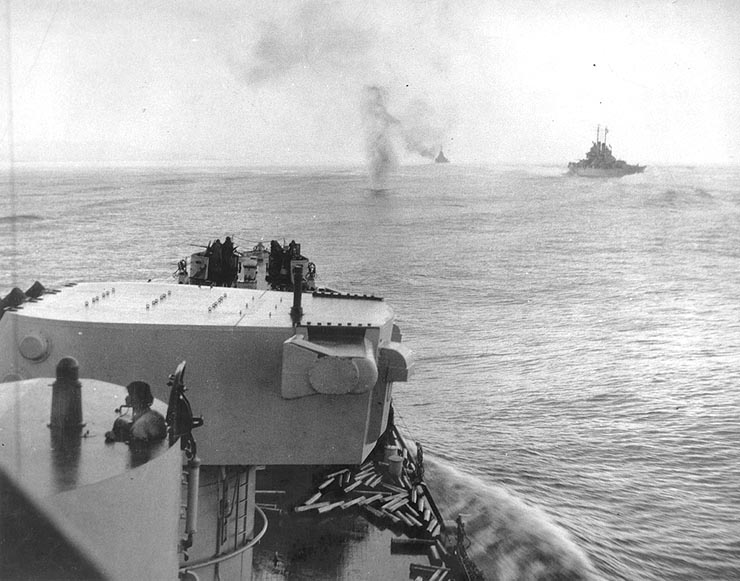
撃墜され海面に激突した日本軍機、軽巡洋艦コロンビアより撮影

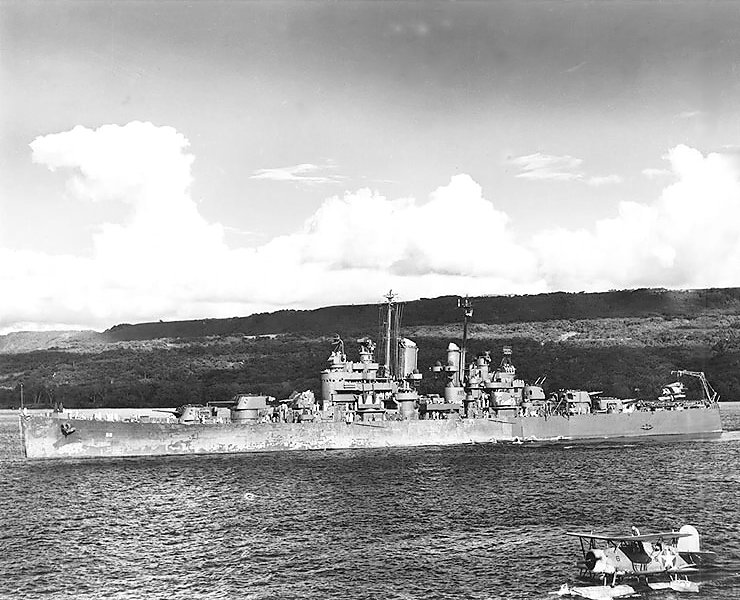
軽巡洋艦モントピリア、エファテ、1943年4月

前夜のブーゲンビル島沖海戦でアメリカ軍は駆逐艦フートが大破したが、日本側も川内、初風を失い、残存艦艇はラバウルへ後退した。夜が明けるとメリル隊は損傷したフートに駆逐艦3隻を護衛につけ部隊の集結を図ったのち、日本軍の空襲に備えて残りの艦艇を率いてエンプレス・オーガスタ湾を南下した。
日本軍はこの敵艦隊を攻撃するため、第一次連合攻撃隊の戦闘機65機、艦爆18機、基地航空部隊の戦闘機24機を4時35分にラバウルを発進させた。一方連合軍側は、メリル隊を予想される日本軍からの空襲から守るため、ベララベラ島からソロモン航空軍の戦闘機が送り込まれた。悪天候などにより発進は遅れたものの、16機の戦闘機がメリル隊の上空に無線誘導され、上空警戒を実行した。
攻撃隊は6時にムッピナ岬の西方海域にメリル隊を発見、メリル隊の上空直掩機の邀撃を受けながら攻撃隊は急降下爆撃を敢行、7時40分に帰着した。攻撃隊は「駆逐艦1隻撃沈、巡洋艦1隻および輸送船2隻撃破」などと報じたが、実際の米軍の被害は軽巡モントピリアがカタパルト付近に2発被弾したのみであった。またこの攻撃で艦爆6機が未帰還となった。こののち再攻撃を準備中に空襲警報が発令され、その後11時40分から、ドボヅラ、キリウイナを基地とする米陸軍機P-38戦闘機80機、B-25爆撃機80機の空襲を受けた。
一航戦から58機、第一基地航空部隊から57機の零戦が、さらに五〇一空の彗星1機（三号爆弾装備）が邀撃に上がったが、零戦18機が失われ、ラバウル港停泊中の船舶2隻が沈んだ。このような状況もあり、再攻撃は中止された。なお米陸軍機の損失はP-38が9機、B-25が8機だった。またこの日の夜、一航戦艦攻隊6機による敵輸送船に対する夜間爆撃が実施されたが、エンプレスオーガスタ湾内に敵艦船を見ず、ムッピナ角の北西15浬から北西に向かって海岸線を爆撃した。

### 11月3日　第二次連合攻撃（ムッピナ角付近敵艦船攻撃）
この日の早朝4時46分発進した瑞鶴の二式艦偵が6時41分、モノ島の南東20浬の位置に輸送船2隻、駆逐艦1隻が北西方向に航行しているのを発見、これを攻撃するため、8時に瑞鶴艦爆9機、戦闘機45機（翔鶴16機、瑞鶴17機、瑞鳳12機）がブナカナウ基地を発進、9時50分会敵予想地点に到着するも天候不良のため敵艦船を発見できず反転、10時10分に艦爆隊はブーゲンビル島のハモン揚陸点を爆撃、その際戦闘機隊は連合軍のF4U、F6F、P-39戦闘機などと空戦となった。攻撃隊はハモン揚陸点1箇所に火災を生じさせ11時45分帰着、この攻撃で艦爆1機が不時着した。

### 11月5日　ブーゲンビル島沖航空戦

#### 米空母機による第一次ラバウル空襲

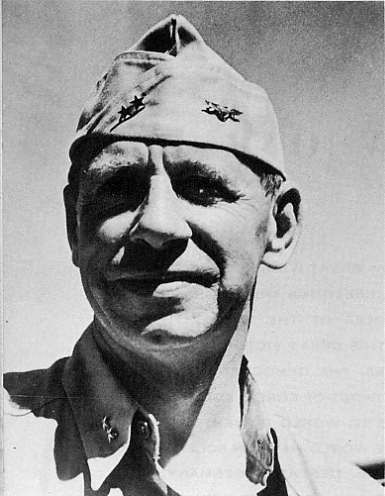
フレデリック・C・シャーマン

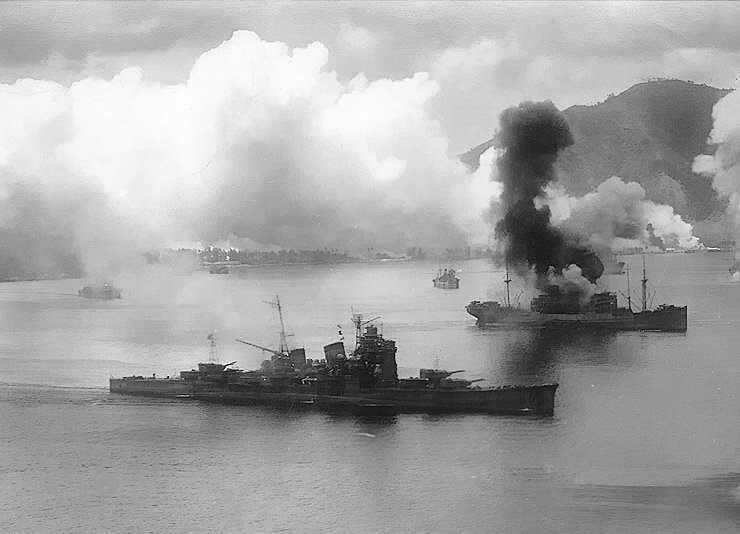
空襲下のシンプソン湾、中央は重巡洋艦羽黒

タロキナへの逆上陸支援のため、トラックから第四戦隊、第七戦隊、第八戦隊、第二水雷戦隊を基幹とする部隊（栗田部隊）が5日ラバウルに進出することとなったが、栗田部隊は前日朝には米軍に発見され、その後ラバウル入港まで触接をうけた。この結果、栗田部隊はラバウル到着ののち、燃料補給を受け14時に出撃予定であったものが、米空母機の空襲を受けることになってしまった。この日9時20分頃に来襲した部隊は第38任務部隊（シャーマン隊）の空母サラトガ、プリンストンから発進した艦載機であり、出撃可能な艦載機全てである97機による空襲であり、この結果両空母の格納庫は損傷機を除いて空になり、そのためソロモン航空部隊から上空警戒機が派遣された。
|              | F6F戦闘機 | SBD艦上爆撃機 | TBF艦上攻撃機 |
| ------------ | --------- | ------------- | ------------- |
| サラトガ     | 33機      | 22機          | 16機          |
| プリンストン | 19機      | -             | 7機           |
| 計           | 52機      | 22機          | 23機          |

この思い切った兵力の集中は功を奏し、シンプソン湾内の9隻の巡洋艦、駆逐艦が被弾損傷した。この空襲に対し、一航戦から零戦47機、基地航空部隊から零戦24機、五〇一空の彗星5機が邀撃し、零戦5機、彗星1機を喪失した。また、シャーマン隊の援護のため、米陸軍のB-24爆撃機27機（ドボデュラ基地から発進）、P-38戦闘機67機（ウッドラーク基地から発進）がラバウルを襲ったが地上に日本軍機の姿はなく、市街地や港湾地区などを爆撃したがほとんど被害はなかった。なお、栗田部隊の重巡は5日から8日にかけトラックへ帰投した。米軍は艦爆、艦攻など10機を失った

#### 艦攻隊の薄暮雷撃
この日の朝、索敵に向かった翔鶴の艦偵は6時55分、ラバウルの南西210浬（137度）に「重巡5隻、駆逐艦7隻、大型輸送船2隻（空母に酷似）」からなる敵艦船群を発見、艦偵帰着後、司令部ではこの大型輸送船は空母ではないかとの見方が出たため、瑞鶴の艦偵が9時に発進したが、その後消息を絶ってしまった。このあいだ米空母艦載機の空襲を受けいったん索敵は中断、空襲後改めて実施された索敵で12時55分、同様の敵艦船群をラバウルの南西230浬（145度）に発見した。この目標に対する薄暮雷撃が企図され、触接機として艦攻4機が14時17分から45分にかけて発進、その後攻撃隊の艦攻14機（瑞鶴7機、翔鶴4機、瑞鳳3機）も15時15分に発進、その後触接機は16時35分、40分に相次いで敵艦隊を発見した。タロキナに近いブインの当日の日没は16時32分、すでに日は沈んでおりまた、この日の雲量は10であり曇天であった。攻撃隊もその後17時10分自ら敵艦隊を発見、無照明で雷撃を敢行、帰投した。この攻撃で指揮官機を含む4機が未帰還となった。
大本営は翌日前夜の戦果として「轟沈　大型空母1隻、撃沈　中型空母1隻、大型巡洋艦2隻、巡洋艦（もしくは大型駆逐艦）2隻」とは発表するとともに、この航空戦を「ボーゲンビル島沖航空戦」と呼称すると発表した。しかし実際にはシャーマン隊は損害を受けておらず、日本海軍が攻撃したのはタロキナから魚雷艇PT-167およびLCI（G）-70などに護衛されタロキナへの輸送任務を終え、トレジャリー諸島への帰路についていたLCT-68などによる輸送船団だった。このうちPT-167とLCI（G）-70に魚雷が命中したが、PT‐167への魚雷は船首部分を貫通して船首部分に大穴を開けたが、水密隔壁にあたる部分であったため沈没をまぬがれ、LCI（G）-70へは4本の魚雷が船体を襲ったが、喫水が浅かったため3本が船底をくぐり、命中した1本はエンジンルームへ入り込み、一時船体の放棄も考慮されたが、この魚雷は不発でありLCI(G）-70も一命を取り留めた。その後LCI（G）-70はLCT-68によって曳航され、傷ついたPT-167とともにトレジャリー諸島へ帰還した。なお、この日触接を実施していた艦攻の報告には空母2隻撃沈との報告はあったが、戦果確認機は特に指定されていなかった。

### 11月6日　ムッピナ沖敵艦船夜間攻撃

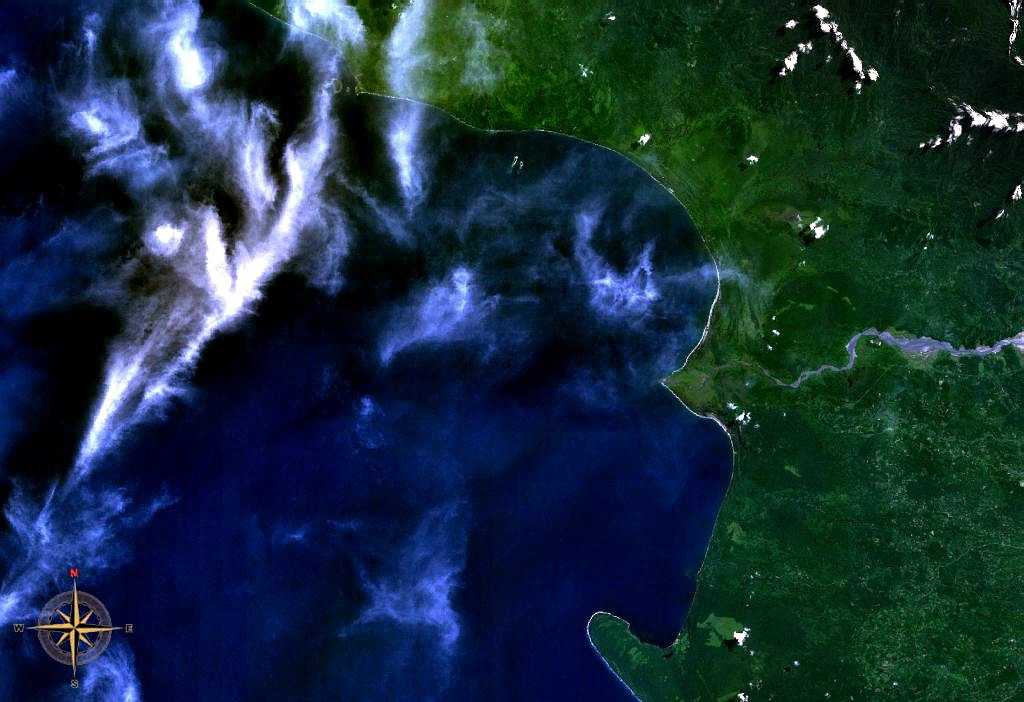
エンプレス・オーガスタ湾、画面下の突端がムッピナ岬

この日の12時38分、翔鶴の艦偵がムッピナの東方沖14浬で巡洋艦2隻、駆逐艦7隻を発見、続けて13時15分にはムッピナ東方沖25浬に輸送船8隻を発見した。これら敵艦船に対する夜間攻撃が企図され、まず一航戦の艦爆隊14機（翔鶴10、瑞鶴4）が18時40分発進したが、天候不良のため19時15分引き返した。さらに19時10分艦攻17機（翔鶴10機、瑞鶴4機、瑞鳳3機）が発進したが、同様に天候不良のため敵を発見できず引き返した。

### 11月8日　第二次ブーゲンビル島沖航空戦

#### 艦爆隊のタロキナ沖敵輸送船団攻撃

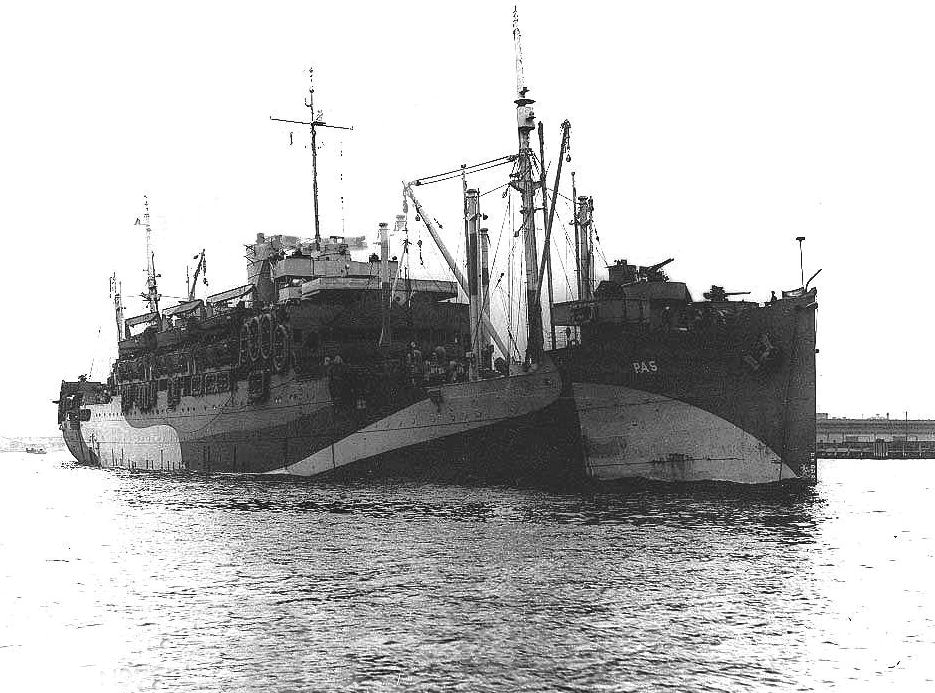
アメリカ海軍の攻撃輸送艦、写真はマッコーリー級のバーネット（APA-5）

前日の朝、第八艦隊より「空母2隻を含む大部隊ショートランド南方を進む」との報告を受けた第一基地航空部隊司令部は、この部隊に対する攻撃を企図したが天候不良のため実施はされなかった。ただしこの日シャーマン隊はエスピリッツサント方面にあり、またタロキナ上陸船団の第2梯団第2陣がショートランド付近を通過したのは7日夜のため、何を誤認したのかは不明である。ただし6日朝に先に到着し揚陸を済ませた第1陣の船団が同日深夜にタロキナを離れて帰途についている。
このため第一基地航空部隊は同方面に敵空母が行動中と考え、8日朝から広範囲に索敵を実施した。その結果6時にタロキナ沖に輸送船10隻よりなる船団を発見した。機動航空部隊から艦戦40機、艦爆26機および基地航空部隊の艦戦31機が8時15分ラバウルを発進、その後10時頃タロキナ沖に輸送船団を発見した。これはタロキナ上陸部隊を乗せた輸送船団の第2梯団第2陣だった。船団上空にはP-38、F4U、F6Fの各戦闘機計60機が重層配備されており、日本軍の戦闘機隊と激しい空戦となった。この結果「輸送船2隻、駆逐艦3隻撃沈」などと報じ、艦爆14機、零戦5機が未帰還となった。
攻撃を受けた輸送船団は攻撃輸送艦フラー(APA-7)に爆弾2発が命中、火災が発生したが、鎮火と応急修理に成功し、16時37分には全船揚陸作業を終え暴風雨の中出港している。この海域には前日メリル隊と交代で支援任務についていたローレンス・T・デュポーズ少将の率いる支援部隊（軽巡4隻、駆逐艦4隻）を日本軍は朝の時点では発見できなかった。

#### 艦攻隊、陸攻隊の薄暮雷撃
ラバウルを発進した艦偵はタロキナ沖の輸送船団発見後も索敵を続行し、10時20分モノ島西方30浬に「戦艦3、駆逐艦4」の発見を報じた。これはデュポーズ隊であり、戦艦を軽巡と見誤ったと思われる。この敵艦隊を攻撃するため、触接のため艦攻4機、陸攻2機が15時2分から15時15分にかけて発進、さらにその後機動航空部隊の艦攻9機が15時30分に、七五一空の陸攻が15時45分に、七〇二空の陸攻が16時次々にラバウルを発進した。この日の目標付近の日没時間は16時39分だった。触接索敵隊は16時20分から43分にかけてムッピナ岬の西方50浬～70浬に「戦艦3隻、駆逐艦4隻」の敵艦隊を発見、艦攻隊は17時5分に自ら敵艦隊を発見、17時12分ころ雷撃を敢行、7隻全ての撃沈を報じたが、雷撃後に夜間戦闘機の追撃を受け2機を失った。七五一空の陸攻は17時25分、七〇二空の陸攻は17時28分から55分にかけ雷撃、この結果5機が失われた。陸攻隊は両隊とも指揮官機が未帰還となった。
戦果は「戦艦3隻撃沈、巡洋艦、駆逐艦各1隻撃破」と報じた。この日の陸攻触接機の報告には3隻の敵艦が爆発炎上などとあり、司令部ではこの報告に関し様々な見方が出たが、結局搭乗員の報告通りの戦果とすることとした。またこの戦果確認に手間取り、通常翌日に発信される「戦闘概報」は3日後の12日に発信されている。これは夜間の攻撃であり、当夜は雷光と驟雨があり視認しにくい状況であったことと、指揮官機が未帰還であったことも理由として考えられた。

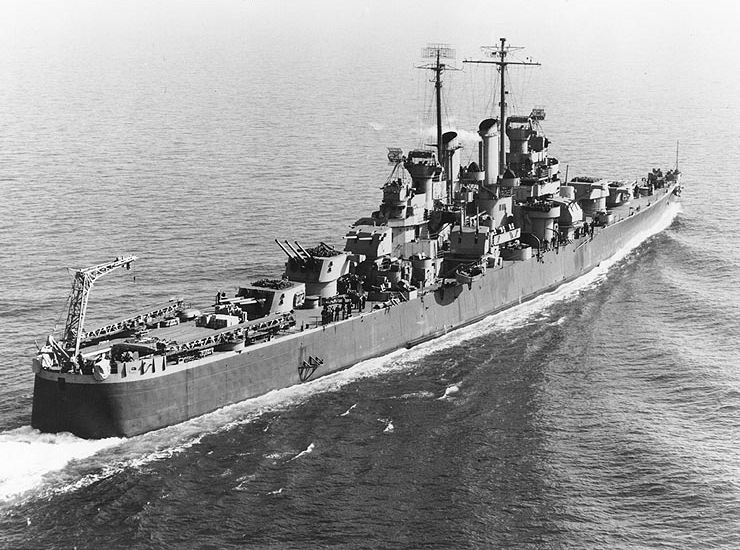
軽巡洋艦バーミンガム

実際にこの夜攻撃を受けたのは軽巡3隻駆逐艦4隻からなる支援部隊のデュポーズ隊であり、戦艦と誤認された軽巡バーミンガムは最初に右舷艦尾付近に爆弾1発が命中し、その結果喫水線付近に破口が生じ、水上偵察機の格納庫のハッチを吹き飛ばした。その9分後、陸攻隊による魚雷1本が左舷前方に命中、錨鎖格納庫に約10メートルの破口が生じた。その後さらに4番砲塔前面に爆弾1発が命中している。

#### 基地航空部隊の夜間攻撃
デュポーズ隊に触接を続けていた陸攻は17時45分に「敵主力艦1隻尚炎上漂泊中」と報じ、これを補足撃滅するため、追撃を実施することとした。七五一空の陸攻4機が19時20分に、五八二空の艦攻7機（雷装5機、爆装2機）は20時それぞれラバウルを発進した。しかし七〇二空の触接機は18時55分に消息を絶ち、七五一空の触接機は19時45分触接を失ってしまった。その後20時30分に陸攻隊は予想海域に達したが敵を見ず、その後23時にモノ島の210度沖の「輸送船団」に雷撃を敢行、この結果2機を失った。五八二空の艦攻隊の内雷装の5機は目標を発見できず帰投し、爆装の1機はタロキナの上陸地点を爆撃、もう1機は消息を絶っている。
陸攻隊の雷撃した「輸送船団」がどの部隊なのかはっきりしないが、8日夜にタロキナを出発した輸送船団は同夜攻撃を受けておらず、また、デュポーズ隊は深夜に再び攻撃を受けている。しかし結局この攻撃ではデュポーズ隊に被害を与えることはできず、バーミンガムも30ノットで航行することができたため、数時間後デュポーズ隊はパーヴィス湾に無事帰投し、上陸部隊の支援任務をメリル隊と交代した。
大本営は翌日、前日の航空戦の戦果を発表、翌々日にはさらに追加で戦果を発表した。
- 撃沈　戦艦4、巡洋艦2、駆逐艦3、輸送船4
- 大破　戦艦1、大型巡洋艦6、巡洋艦（もしくは大型駆逐艦）4大型輸送船1
- 撃墜　15機以上

なおこの航空戦を「第二次ボーゲンビル島沖航空戦」と呼称する旨付記された。

### 11月10日　タロキナ沖敵輸送船団夜間攻撃
翔鶴の艦偵は10日午後モノ島北西20浬を高速で北上中の輸送船団を発見、17時50分に艦攻8機（瑞鶴隊7機、瑞鳳隊1機）、18時10分に同じく翔鶴隊の6機が薄暮雷撃に向かったが、タロキナ付近は悪天候のため視界が悪く、目標を発見できなかったが、そのまま索敵を続行、その後同方面に輸送船を認め、20時25分と40分に雷撃を敢行した攻撃隊はその後「駆逐艦1、輸送船1」の撃沈を報じたが、指揮官機以下5機が未帰還となった。このころタロキナにはメリル隊に支援された戦車揚陸艦(LST)8隻と高速輸送艦(APD)8隻からなる上陸船団の第3梯団がいたが雨期による悪天候もあり、被害は受けていない。

### 11月11日　第三次ブーゲンビル島沖航空戦

#### 米空母機による第二次ラバウル空襲

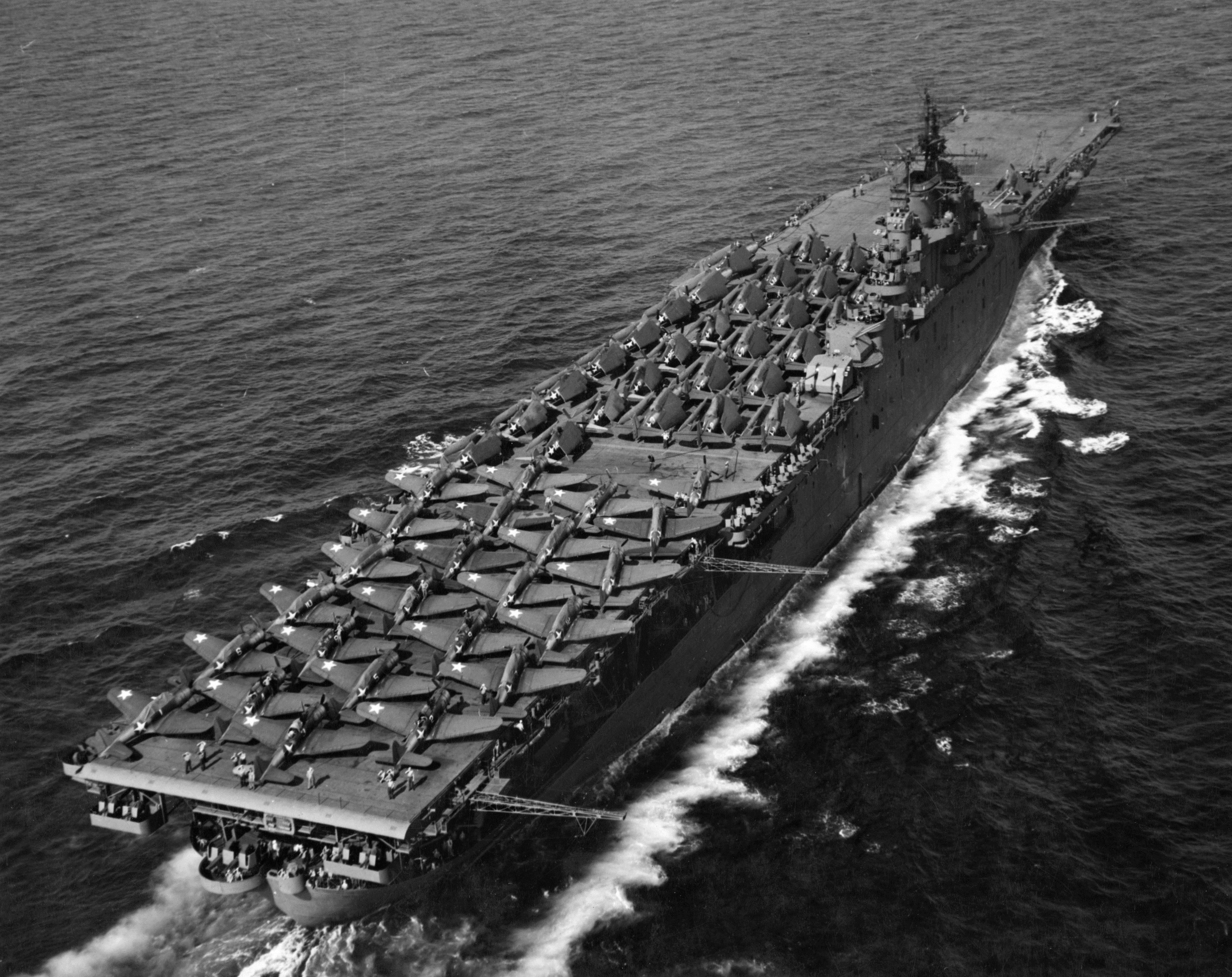
空母エセックス、1943年

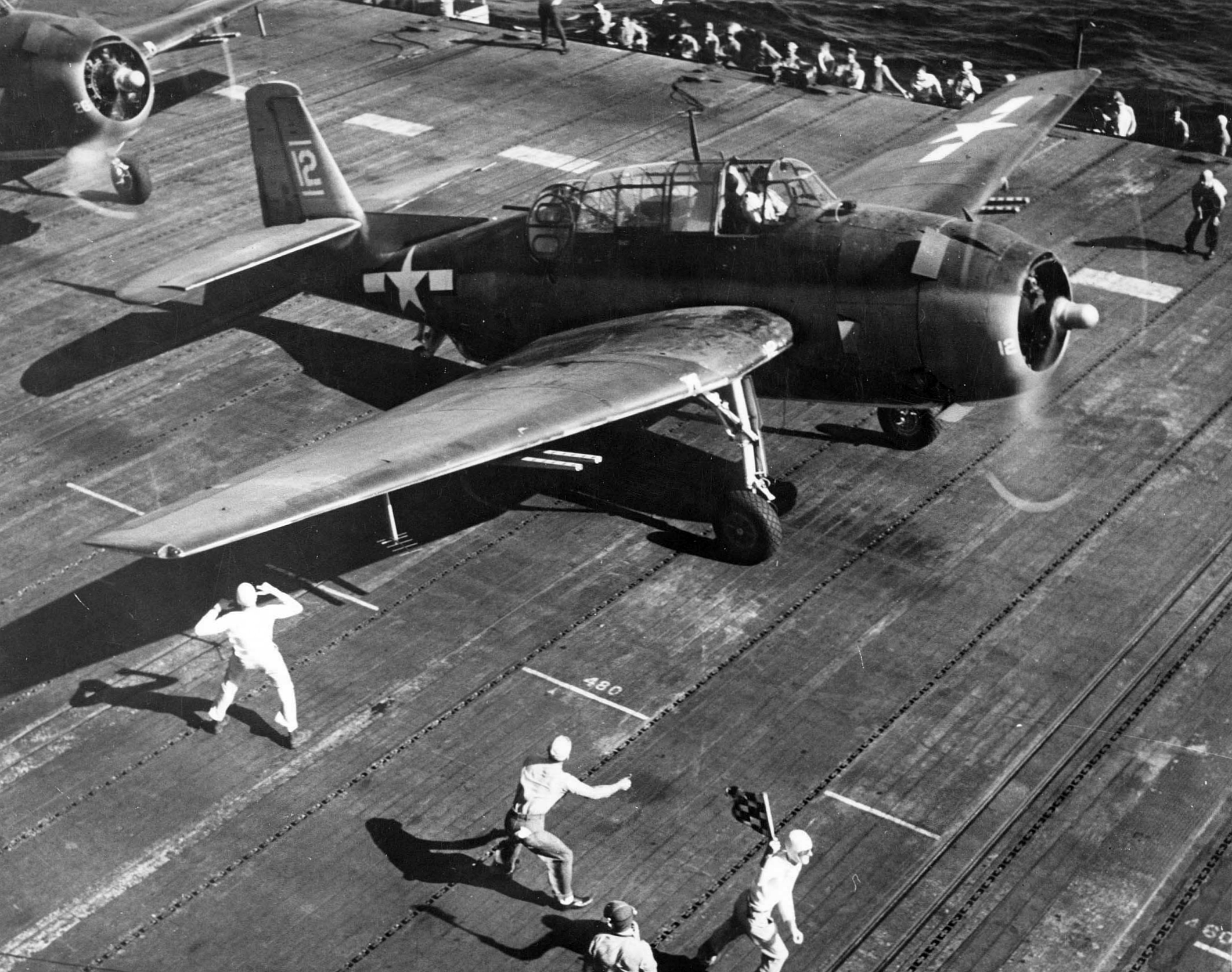
空母バンカーヒルから発艦中のTBF、1944年

この日の朝、ラバウルは再び米空母艦載機の空襲を受けた。これは先のシャーマン隊に加え、ハルゼーの強い要請により増援された空母エセックス、バンカーヒル、インディペンデンスを基幹とする50.3任務部隊（モンゴメリー隊）の艦載機によるものだった。二つの機動部隊はこの日の朝ブーゲンビル島をはさんで南北に分かれ、シャーマン隊はラバウルの南東225浬（グリーン諸島付近）から、モンゴメリー隊は、ラバウルの南東160浬（ムッピナ岬の西北西60浬）から攻撃隊を発進させた。またこれに合わせてソロモン航空部隊もラバウル空襲に向かうこととなった（ソロモン航空軍のラバウル空襲はこれが初めてであった）。攻撃の順序はシャーマン隊、モンゴメリー隊、ソロモン航空部隊をはじめとする基地航空部隊とされた。
日本軍は10日夜以来、ムッピナ岬西方海域に輸送船団の水偵による発見報告が相次ぎ、翌11日の索敵は厳密に行われた、その結果、4時45分偵察の彗星がムッピナ岬の南西沖に空母3隻からなる敵艦隊が西行しているのを発見、さらに陸偵は6時5分、モノ島の南方に「巡洋艦三隻、駆逐艦五隻東進」と報告した。連合艦隊の指示した索敵範囲にラバウル東方海域がなかったため、5日に撃破したと信じられていたシャーマン隊が健在であることを日本側はこの時点でも確認することができなかった。
しかしこの日ラバウルに対する第一撃目をかけるはずであったシャーマン隊の艦載機は、深い靄がかかった天候の中を発艦したものの、結局スコールに妨げられ攻撃隊は母艦へ帰投した。そのためブーゲンビル島南方より発進したモンゴメリー隊の185機の艦載機のみラバウルへの侵入に成功、シンプソン湾に達した。ラバウルの空襲は7時頃始まり、機動航空部隊の零戦39機、基地航空部隊の68機が邀撃にあがった。まず空母艦載機の戦闘機70機、艦爆および艦攻60機が来襲し、続いてB-24、PB2Y、P-38計70機がラバウルを襲った。この迎撃戦で日本軍は零戦11機を失った。また駆逐艦涼波は被雷の末沈没、長波も被弾し航行不能となった。

#### 日本軍の昼間攻撃

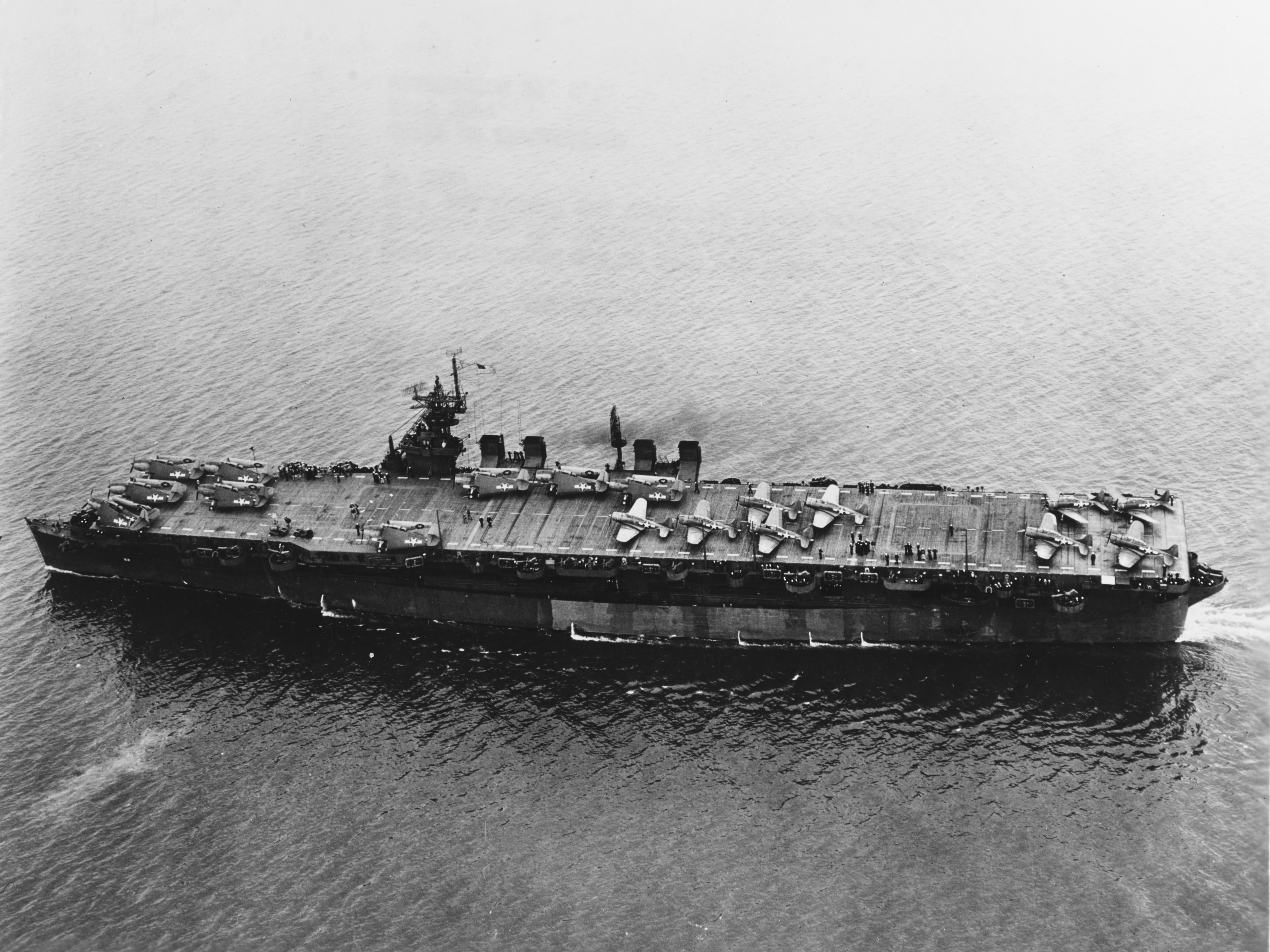
軽空母インディペンデンス

ラバウルの空襲警報は8時30分に解除され、すでに日本軍の偵察機により発見されていたモンゴメリー隊に対する連合攻撃が実施された。当初攻撃隊の発進時刻は10時とされたが、カビエンから艦攻の進出が遅れ、この事実を飛行場で直前に知った小沢は発進時刻を11時に変更した。当時ブナカナウ基地（ラバウル西飛行場）には艦爆、艦攻、瑞鶴零戦隊がおり、ラクナイ基地（ラバウル東飛行場）には翔鶴、瑞鳳の零戦隊と基地航空部隊の零戦隊がいたが、ラバウルの東西飛行場間には直通電話がなく、また基地航空部隊司令部とブナカナウ基地にも直通電話がなかった。このため連絡が遅れ、発進時刻変更を知らないラクナイの戦闘機隊は10時に発進してしまった。それを見たブナカナウの攻撃隊も急いで発進、10時16分から54分までの間に全機発進したが、基地航空部隊の32機を指揮したのは経験の浅い予備士官だったため空中合同に失敗、そのまま12時に帰投してしまった。
結局最終的に出撃したのは、戦闘機33、艦爆23機（内3機機体トラブルで引き返す）、艦攻14機の合計71機で、基地航空部隊からは五〇一空の彗星艦爆4機のみとなってしまった。攻撃隊は11時42分、セントジョージ岬155度110浬にモンゴメリー隊を発見、敵戦闘機による邀撃と激しい対空砲火をおして艦爆隊は11時50分、艦攻隊は12時4分、それぞれ攻撃を敢行した。この直前より戦闘機隊も敵戦闘機との激しい空戦に入った。その結果艦攻隊は全機未帰還となり、艦爆は17機、彗星2機、零戦2機が未帰還となる大きな損害を受けた。

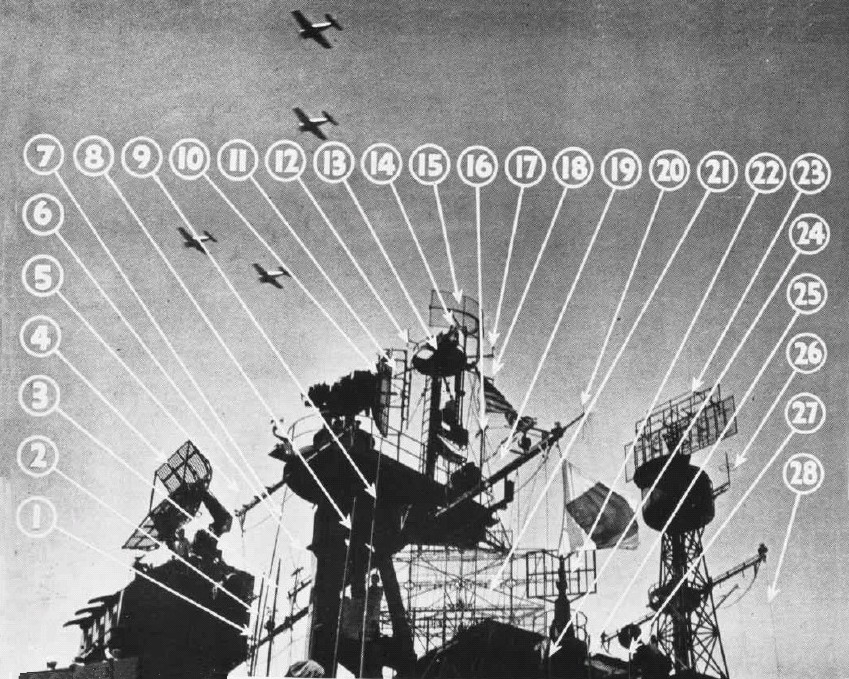
空母レキシントン（CV-16）のレーダー装備、写真の21番が対空探知に使用されたSKレーダー

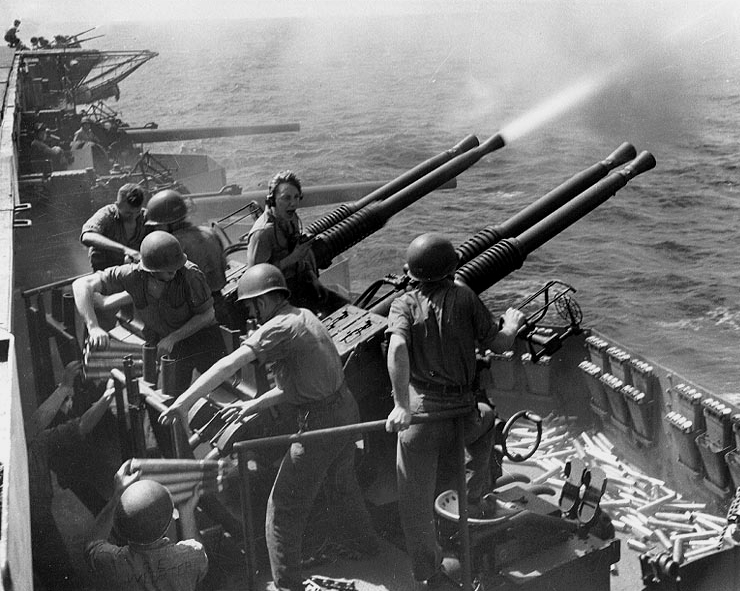
射撃中の40ミリ対空機関砲、空母ホーネット（CV-12）

この日の作戦後、現地部隊ではこれらの大損害について、敵通信からの情報を元に米機動部隊にはソロモン、ニューギニア方面から機動部隊の直衛として戦闘機集中させていたこと、また敵防御砲火の熾烈さなどを理由としてをあげている。これらは事実であり、この日モンゴメリー隊には艦隊直掩として着艦経験のある搭乗員の操縦するVF-17のF4U戦闘機24機（バンカーヒルに搭載）とVF-33のF6F戦闘機12機（インディペンデンスに搭載）がニュージョージア島より派遣されており、それぞれの母艦の上空警戒に参加しているまたモンゴメリー隊自身も11時13分には119浬離れた日本軍攻撃隊の接近をレーダーで探知、11時25分には邀撃戦闘機を発艦させ、それらの戦闘機隊は11時51分、空母の40浬前方で日本軍攻撃隊を迎えうった。
日本の九九式艦爆が放った爆弾はインディペンデンスの対空砲火によって撃ち落とされ、駆逐艦キッドは、撃墜された搭乗員の救助のため陣形を離れたところを2機の艦攻に狙われたが、魚雷は命中せずこの艦攻は撃ち落とされた。最も日本軍の標的にされたバンカーヒルは僚艦エセックスの倍以上の対空弾幕を放っており、モンゴメリー隊の対空砲火がいかに熾烈であったかを物語っている。また、この戦闘ではVT信管が使用されており、日本軍はついに終戦までその存在を知らなかった。
|                    | 5インチ砲 | 40ミリ機関銃 | 20ミリ機関銃 |
| ------------------ | --------- | ------------ | ------------ |
| バンカーヒル       | 532       | 4878         | 22700        |
| エセックス         | 216       | 2302         | 8891         |
| インディペンデンス | —         | 1294         | 1871         |

なお、この日モンゴメリー隊は11機の艦載機を失った。
この日の夕方から夜にかけて、戦果拡大のため七〇二空から陸攻5機、七五一空から陸攻6機、一航戦から艦攻が4機、五八二空の艦攻6機が夜間雷撃に向かったが、モンゴメリー隊はすでに戦場を後にしており、この海域にいるのは支援部隊のメリル隊であった。この艦隊に対し七〇二空の陸攻隊のみが攻撃に成功し、防御砲火をおして17時45分から18時10分に雷撃を決行、帰還後魚雷命中を報じたがメリル隊に命中弾はなかった。
大本営は11日の攻撃を「第三次ボーゲンビル島沖航空戦」と呼称することとし、その戦果巡洋艦1隻撃沈、戦艦1隻中破、大型空母2隻中破、巡洋艦および駆逐艦5隻大破、撃墜2機」と発表した、なお、これに先立ち11日、天皇は古賀に対し「勅語」を出しているが、これは大本営において戦果の大きさを信じていたことを示している。

### 作戦の終了
古賀連合艦隊司令長官は12日、ろ号作戦の終了を指示、一航戦各飛行隊は13日トラックへ帰投した。ただし、基地航空部隊による出撃は続けられ、ブーゲンビル島沖航空戦は12月3日の第六次まで行われた。

## 損失
日本は作戦の10日間で一航戦の航空隊は激しく消耗し、機体の損耗率は70％、搭乗員の損耗率は47％に達した。
|            | 進出数 | 損耗数 | 損耗率 |
| ---------- | ------ | ------ | ------ |
| 艦上戦闘機 | 82機   | 43機   | 52％   |
| 艦上爆撃機 | 45機   | 38機   | 84％   |
| 艦上攻撃機 | 40機   | 34機   | 85％   |
| 艦上偵察機 | 6機    | 6機    | 100％  |
| 計         | 173機  | 121機  | 70％   |

|            | 進出組数 | 損耗組数 | 損耗率 |
| ---------- | -------- | -------- | ------ |
| 艦上戦闘機 | 80組     | 24組     | 30％   |
| 艦上爆撃機 | 47組     | 35組     | 74％   |
| 艦上攻撃機 | 59組     | 27組     | 46％   |
| 艦上偵察機 | 6組      | 3組      | 50％   |
| 計         | 192組    | 89組     | 47％   |

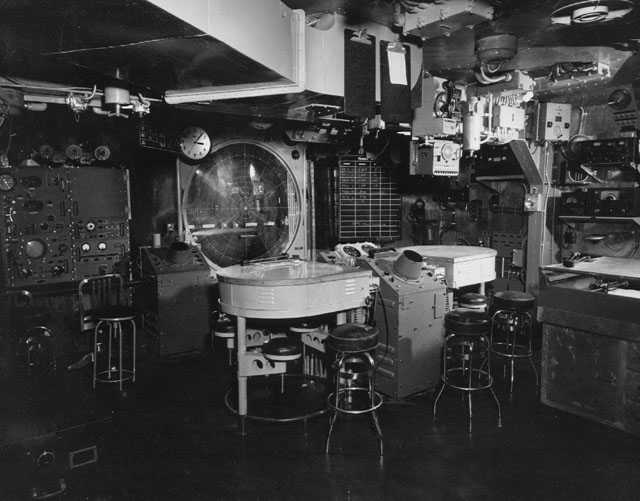
空母インディペンデンスの戦闘情報センター（CIC）

この内、戦闘機以外の機体の損耗の内42％にあたる33機が11日昼の攻撃によるもので、この結果11日夜の保有機数は艦戦39機、艦爆7機、艦攻6機の計52機となり、また搭乗員の損耗についても、10日までの搭乗員の損耗は30％弱であったが11日の損耗で一気に50％近くまでに跳ね上がり、艦偵は全て失われてしまった。また幹部搭乗員の損失も深刻で、7名いた飛行隊長のうち4名が戦死し、11名いた分隊長は6名が戦死している。
これらの事実は11日昼の戦闘がいかに激しいものであったかを示しているが、これは米機動部隊の飛躍的な防御力の向上を示すものであり、レーダーやVT信管などのハード面での技術的進歩と同時に、それらを活用する航空母艦に設置された戦闘情報センターや駆逐艦に配属された戦闘機指揮部隊（Fighter　Directer　Commando）などの運用面での進歩が大きな差となって現れた。その結果11日昼の日本軍の攻撃も機動部隊側は30分以上前にレーダーで探知し、すぐさま邀撃戦闘機を発進させた結果艦隊の40浬手前で邀撃することに成功、被害を極限する結果となった。こうした米機動部隊の防空システムの威力は、7ヶ月後のマリアナ沖海戦で日本側が痛感することになる。

## 影響

### 航空戦力の消耗
第一航空戦隊が後退した後もラバウルの基地航空部隊には他方面から部隊が転用投入され、11月14日から17日の間に二八一空の零戦16機、五五二空の艦爆25機、五三一空の天山艦攻12機がそれぞれラバウル、カビエンに進出し、この結果航空兵力は、戦闘機66機、艦爆37機、艦攻22機　陸攻30機　夜間戦闘機2機、水偵15機、陸偵1機～2機の約170機となったが、同方面で活動する連合軍航空機の兵力のわずか一割にすぎなかった。そしてろ号作戦以降も、第六次に至るまでブーゲンビル島沖航空戦が実施された他、敵艦隊攻撃やタロキナ方面への航空撃滅戦、増援部隊の船団護衛などが続けられ、11月中の航空作戦を通じての零戦は損耗は63機に達し、日本軍の航空戦力は急激に消耗していった。
ろ号作戦で使用された第一航空戦隊の飛行機隊は本来母艦作戦が目的であったが、ラバウルを中心とする基地作戦に使われ壊滅した。この判断は現場の衝動的な面が大きく、「Ｚ作戦」遂行の障害となった。もし、ろ号作戦が発動されなかった場合は、米主力艦隊のギルバート作戦開始に伴いZ作戦が決行され、日米両軍の艦隊決戦が展開された可能性もある。そうなった場合、米空母群を撃滅することは至難であったとしても、米空母群の攻撃能力はさほどでもないので、聯合艦隊は少なくとも悔いのない決戦が遂行し得たという見方もある。

### ラバウル方面

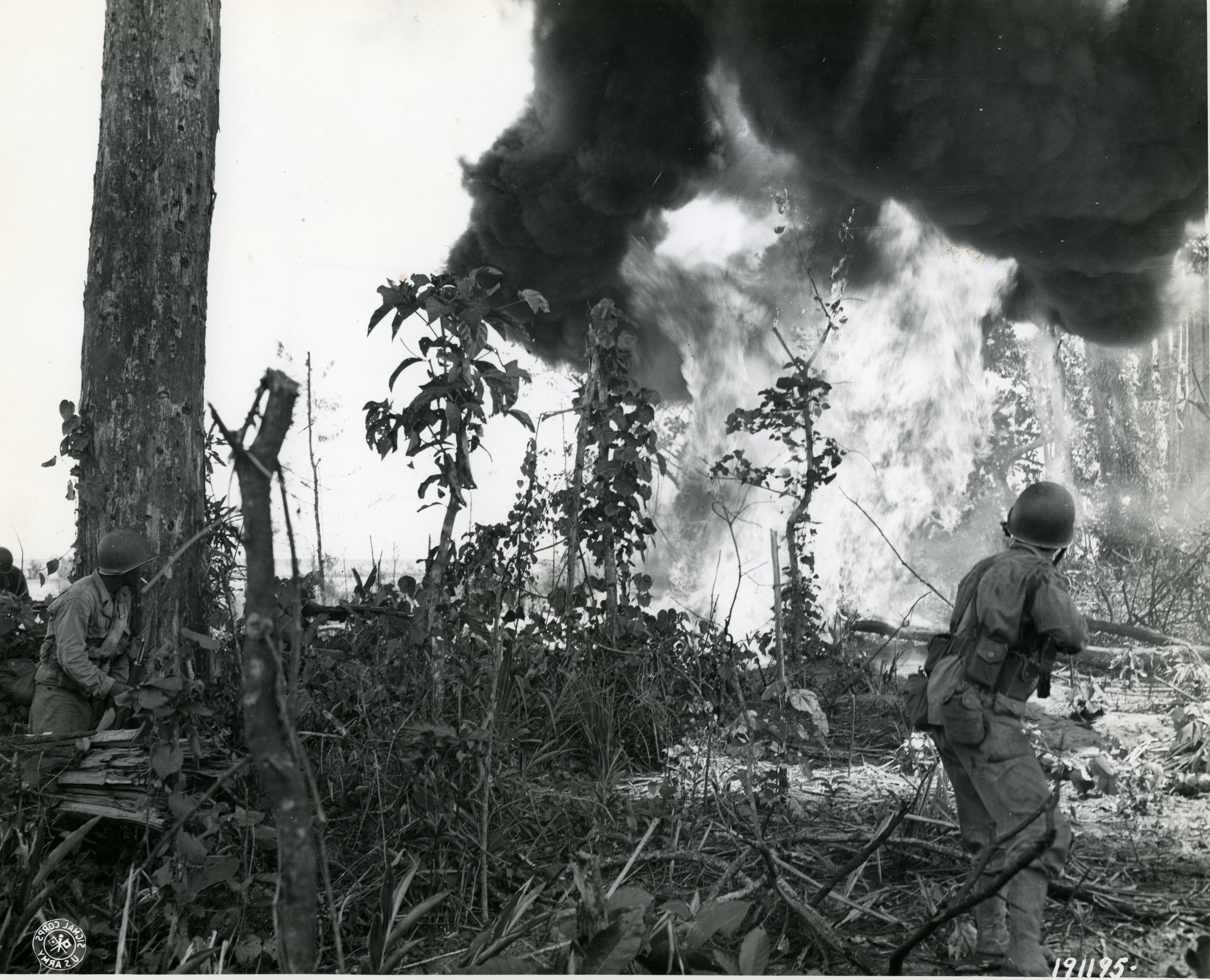
日本軍のトーチカに対し火炎放射器による攻撃をかける米軍兵士、1944年頃

同方面の空襲激化のため、ブーゲンビル島への輸送は11月30日を最後に打ち切られ、その北に位置するブカ島への増援も連合軍の上陸が予想されていながら翌年1月には増援を実施しないこととした。この結果ブーゲンビル島の日本軍守備隊である第十七軍は孤立し、密林の中で疫病や飢餓に苦しみながら終戦まで戦い続けた。
11月25日、連合軍のタロキナに対する6回目の輸送船団が入泊したが、日本の航空隊はこれを発見することはできなかった。戦史叢書では「これはボーゲンビル島方面の制空権を日本側が喪失したことを示すものと解釈してよいだろう」と記している。

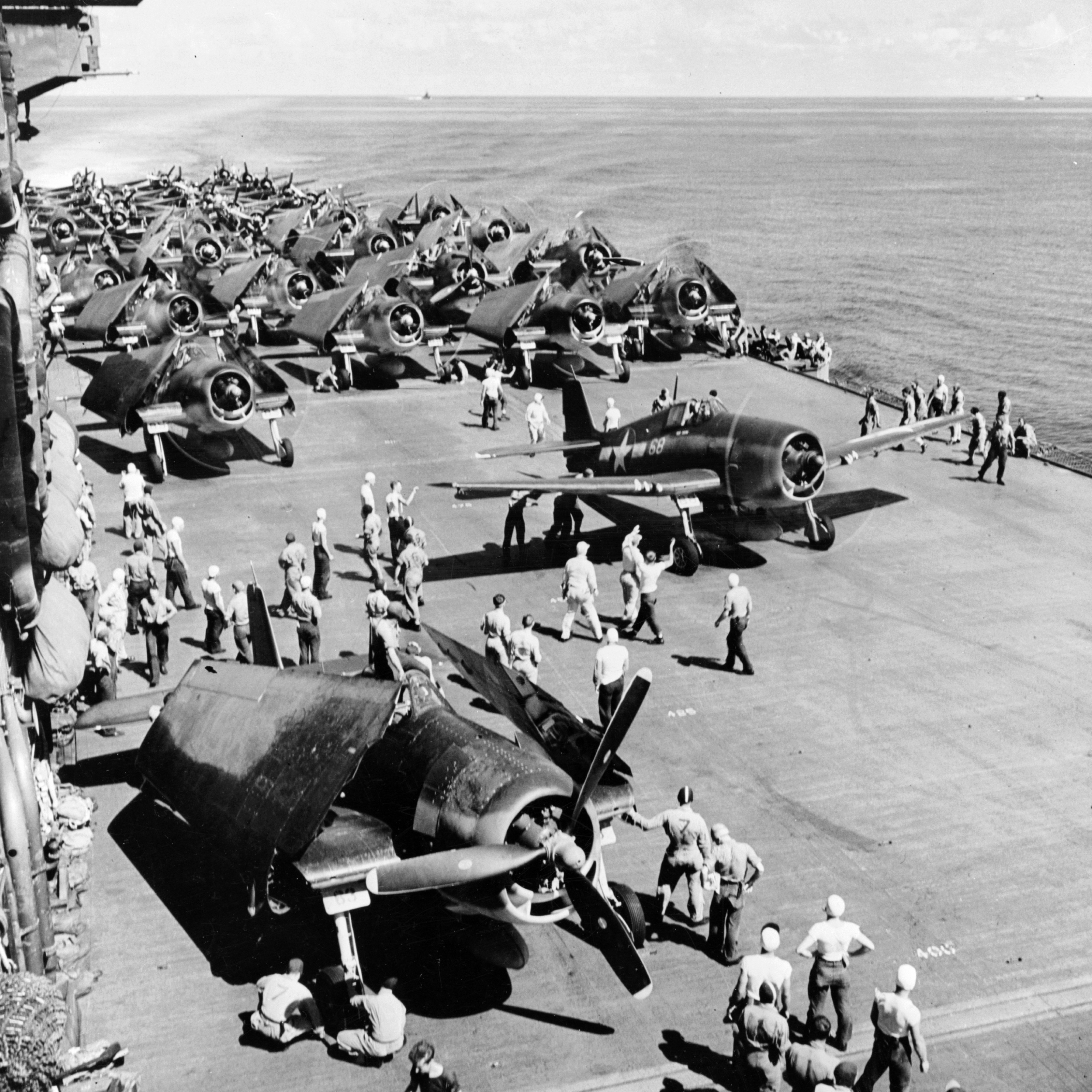
ギルバート諸島へ攻撃準備中のサラトガ艦載機

日本海軍は当初、ギルバート、マーシャル方面の連合軍の反攻時期を1943年末と予想していたが、ろ号作戦の戦果から判断し、その時期は相当に遅延するであろうと考えていた。ところがろ号作戦終結直後の11月19日、米機動部隊は突如ギルバート諸島に来襲、翌日も反復空襲をかけ、21日にはマキン、タラワ両島に攻略部隊を上陸させた。決戦兵力と考えられていた第一航空戦隊の飛行機隊はろ号作戦によって大きな損害を受けていたため、当初想定していたような機動部隊による邀撃作戦を実施することができず、当面マーシャル方面の第二十二航空戦隊の戦力のみで迎え撃つこととし、他方面から航空兵力をマーシャル方面へ転用させる措置をとった。第一航空戦隊の残余戦力である連合戦闘機隊もZ作戦部隊に加えられ、11月24日にはトラックからルオットへ進出、タラワ増援作戦支援の準備を整えた。
しかし、翌25日にはマキン、タラワ両島の組織的な戦闘は終結し、両島の失墜は確実となったため、結局逆上陸作戦は実施されず、一航戦連合戦闘機隊も12月7日、トラックへ帰還した。また、12月22日に第一航空戦隊の代わりに急遽トラックへ進出した第二航空戦隊も当初マーシャル方面への投入を予定していたが、進出時点ではギルバート諸島の戦いはすでに終了しておりまた、ギルバート諸島沖航空戦の戦果報告から、連合軍のマーシャル方面の侵攻は当分ないと思われていたため、危機的状況となったラバウル方面へ投入されることとなり、戊号輸送支援のため飛鷹、龍鳳戦闘機隊36機が12月27日、カビエンに進出した。さらに翌年の1月21日には、消耗した第二十六航空戦隊と交代でラバウル防衛の任務に着いた。しかしながらギルバート諸島沖航空戦で、相応の打撃を与えていたと思われていた米高速機動部隊は、翌年2月にさらに増強された姿で中部太平洋に出現し、日本海軍の予想に反してマーシャル攻略に取り掛かった。

### 陸軍

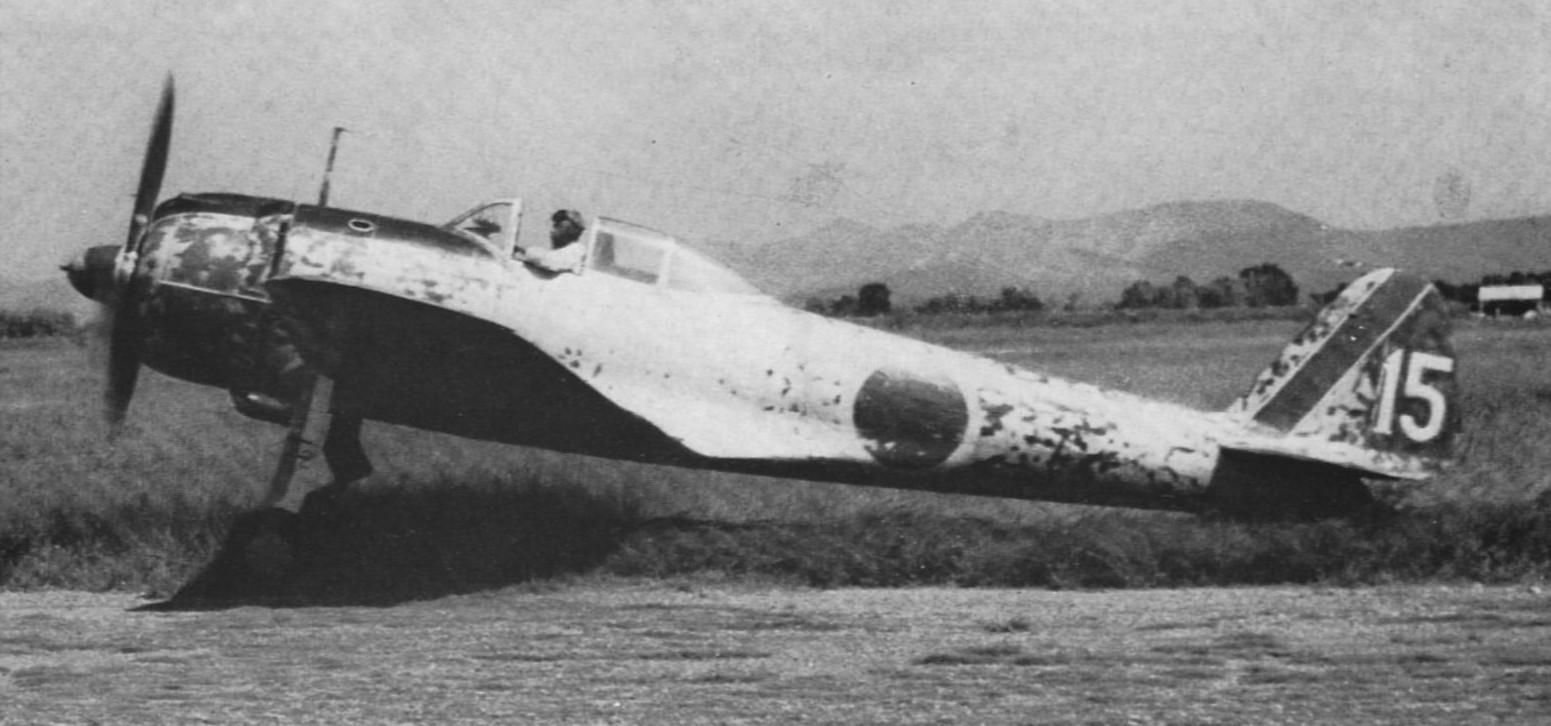
当時の主力戦闘機であった一式戦闘機Ⅱ型

この年の夏から秋にかけての東部ニューギニアを巡る激戦により陸軍第4航空軍は激しく消耗し、9月28日にラバウルを訪れた綾部橘樹は第4航空軍の現状について「現状ヲ以て放置センカ　遂ニハ再起ノ余地ナキニ至ル虞アリ　戦力の再建ノ為速急二思切リタル処置ヲ講スルノ要アリト存ス」と報告している。このため、飛行第24戦隊は飛行第248戦隊と交代、同飛行第45戦隊は同飛行第26戦隊と交代の措置を取り、第4航空軍は戦力の増勢を受けてある程度戦力の充実を見ていた。この結果一時50機以下にまで低下していた第4航空軍の11月1日時点での出動可能機数は、戦闘機83機（一式戦72機、三式戦11機）、爆撃機および襲撃機55機（九七式重爆7機、一〇〇式重爆6機、九九式双軽15機、九九式襲撃機27機）、偵察機11機（九八式軍偵3機、一〇〇式司偵8機）の合計149機まで回復していた。
戦闘機戦力の充実を見た第4航空軍は、急迫するフォン半島情勢を打開するため、連合軍が多数整備しつつあるラム、マーカム河谷の航空基地群へ航空撃滅戦を実施することとした。主な目標はファブア、マザブ両飛行場とし、11月6日から実施された。この攻撃に先立ち、海軍の「ろ号作戦」が実施されたのだが、ろ号作戦実施の経緯にあるように、当初ろ号作戦はニューブリテン防衛のためブナ方面の連合軍艦船攻撃を重視していたのだが、連合軍のタロキナ上陸により急遽タロキナ付近の敵機動部隊および攻略部隊攻撃に切り替えられ、海軍からのニューギニア方面への協力はほぼ得られない情勢となってしまった。しかし陸軍側はこれに影響されることなく、攻撃は実施された。また、22日以降はフィンシュハーフェン奪回のため同地付近で激闘を続ける第20師団への支援攻撃を行なった。この間相応の戦果をあげているが、消耗も激しく、月末には第4航空軍の出動可能機数は92機にまで減っていた。

## 評価
ラバウルの航空戦力を後退させることとなったことから「ろ号作戦」を問題視する意見もある。問題点としては、レーダーやVT信管などの技術面や戦闘機の性能面での米軍側の優位、い号作戦を成功としたり、ラバウルに戦略的価値があるとする現状認識、戦果の過大視が挙げられる。
ただし、VT（近接）信管の威力に関しては、攻撃阻止には威力を発揮したものの、この後に勃発したマリアナ沖海戦での近接信管による撃墜数は、対空射撃による撃墜のうちの約四分の一を占めるにすぎないというデータもある。海戦劈頭の大損害から建てなおされた米艦隊の防空システムは、一つの装備の変更などではなく、艦隊ドクトリンそのものの大改変の成果であった。ピケット艦によるレーダー網による情報収集と、航空管制によるこの情報の一括管理と迎撃戦闘機との密接な通信網、複数の対空兵装の特性から検討された機能的配置（そのための艦隊編成、改良を含む）を、無尽蔵の工業力で、理想に近い形で実現した物である。この米太平洋艦隊の艦隊ドクトリンの大改変と実現により、開戦時猛威を振るった連合艦隊は時代遅れの存在と化したことを象徴する戦いとなったが、日本側はそれに気づかなかった。
アメリカ太平洋艦隊司令長官であるニミッツは、本戦闘でのシャーマン隊とモンゴメリー隊の活躍について「両部隊は、空母が日本軍の有力な基地に対し、攻撃の冒険をあえてすることができるか否かについて、長い事論議された問題の全てを解決した。」と述べている